# 평양시
평양시(平壤市)는 조선민주주의인민공화국의 수도이고, 최대 도시이기도 하다. 도시의 중심으로 대동강이 흐르며, 넓은 충적 평야가 발달하였다.
고려 때는 서경(西京)이라고 불렸다. 그리고 지금의 평안남도 평양시를 조선민주주의인민공화국에서는 별칭으로 '혁명의 수도'(革命首都)라고 부르며, 소련의 건물 양식과 유사한 건물들이 지어졌다. 한국 전쟁 때 대한민국 국군이 잠시 점령한 적이 있다. 1967년부터는 인구 증가로 인해 신도시 건설을 추진하여, 다양한 건축물이 세워졌다.
평양의 면적은 1,747 km2, 인구는 약 287만 명 (2016년 기준)이다.

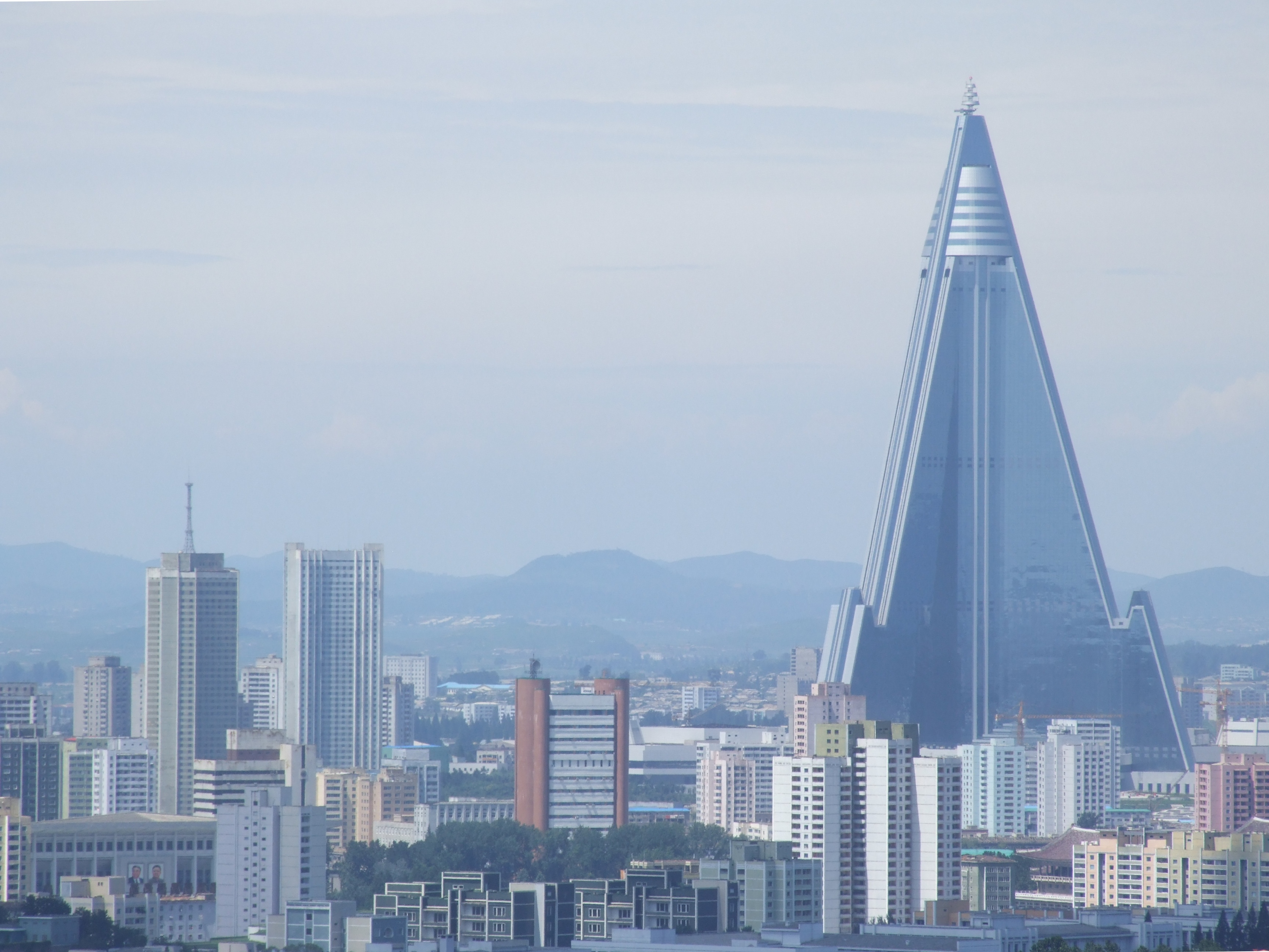
평양 사진

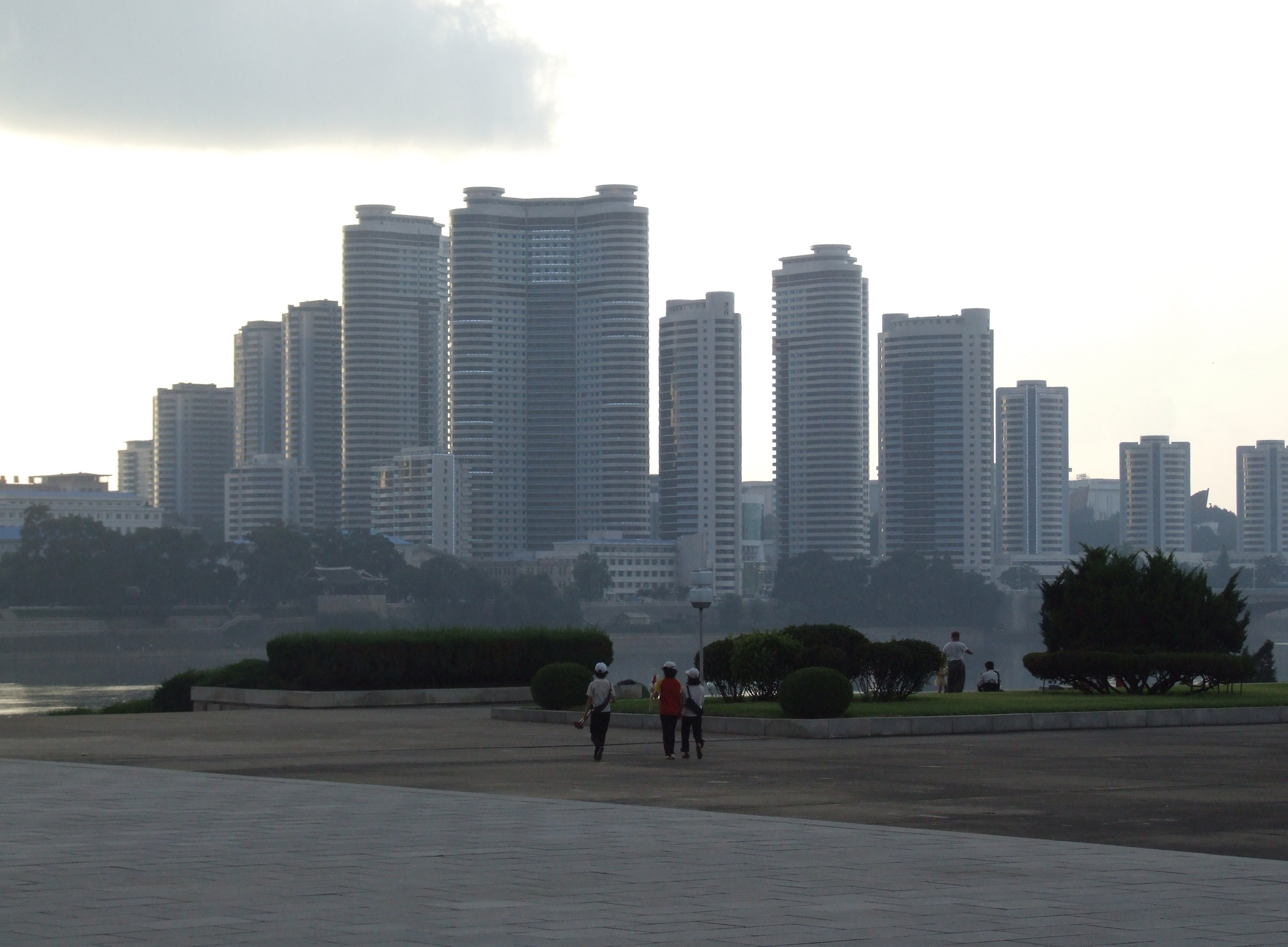
만수대 아파트

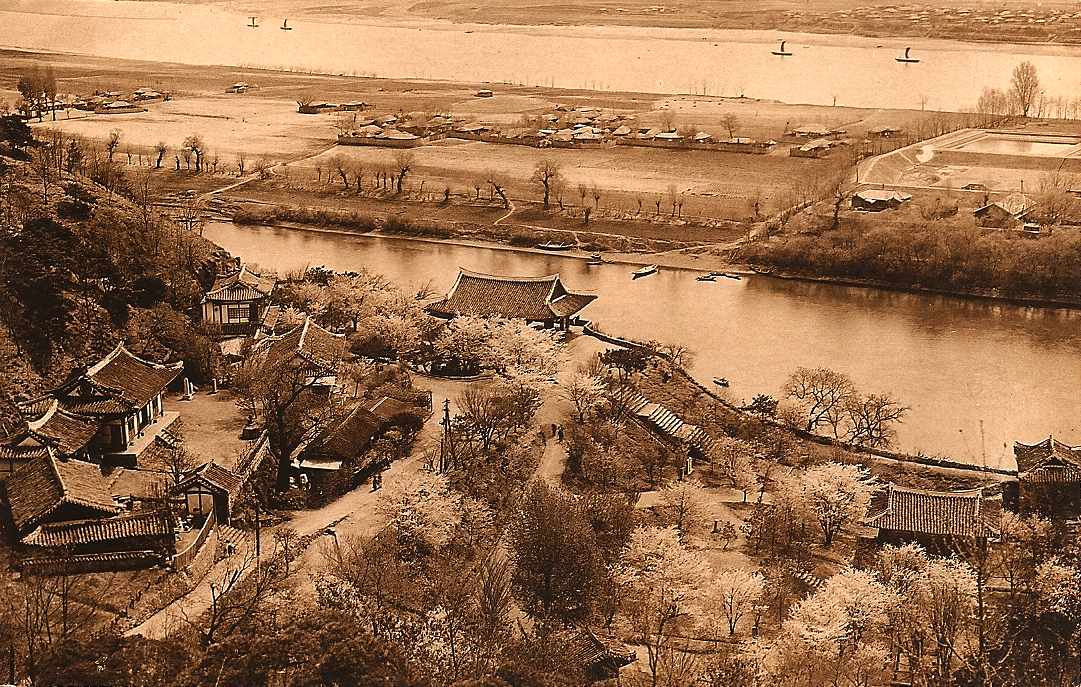
평양의 영명사(永明寺)는 고구려 시대에 세워진 유서 깊은 절이다. 사진은 일제 강점기 때의 것

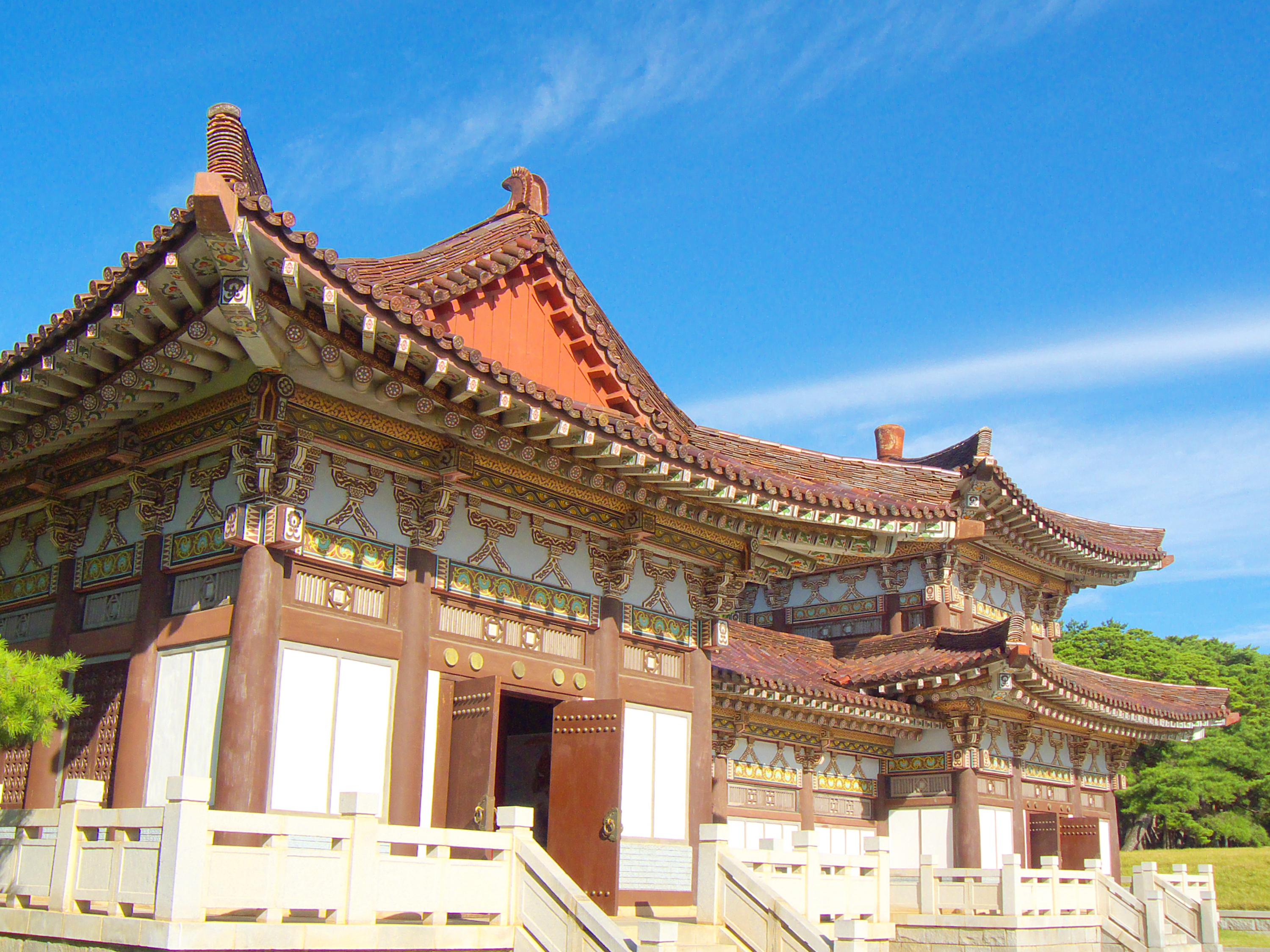
동명왕릉 근처에 있는 정릉사

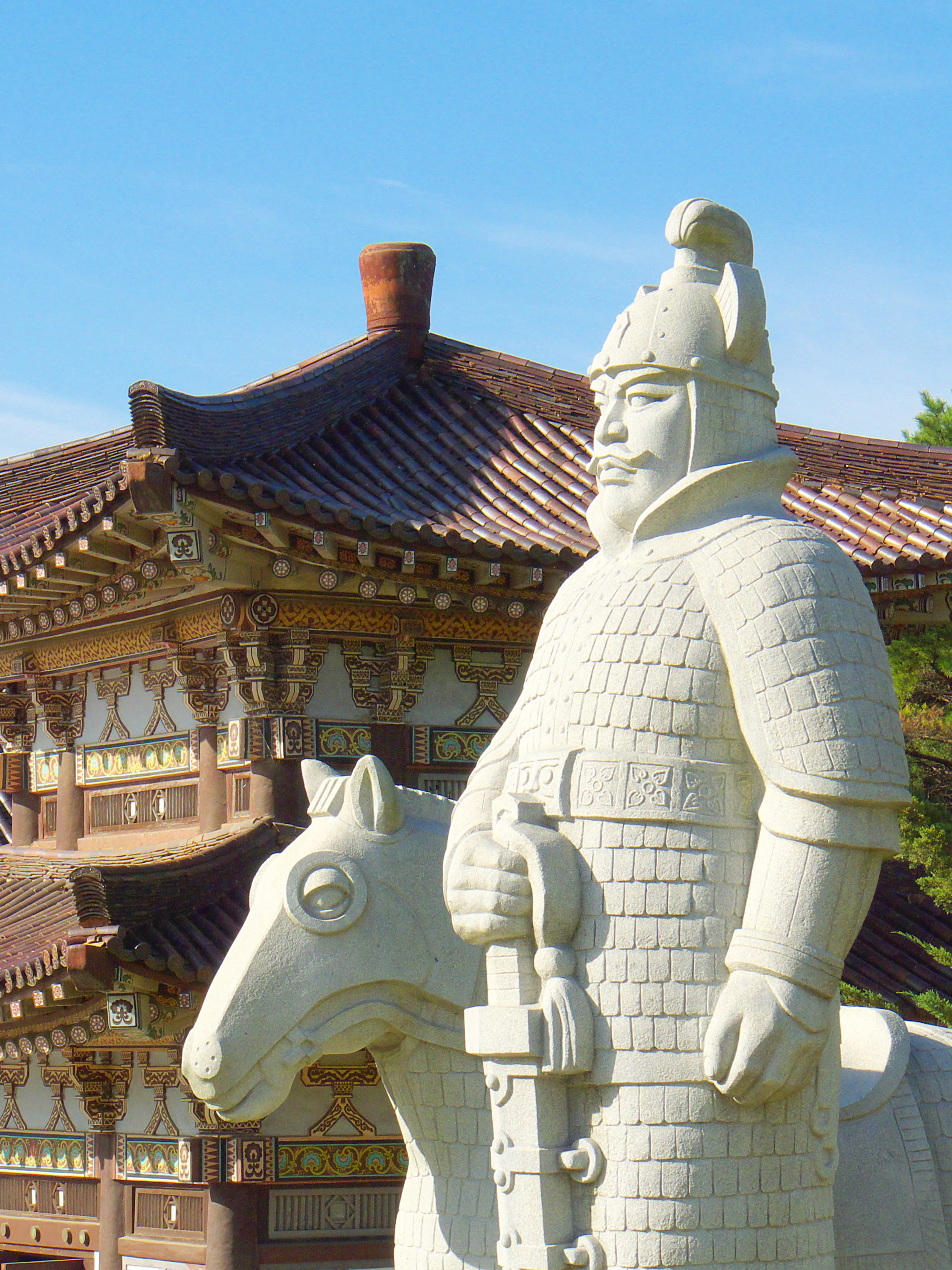
동명왕릉 근처에 있는 정릉사2

## 개요
평양 준평원(平壤準平原)에 위치해 있다. 위치 상으로는 북한 남서부에 위치해 있으며 북쪽, 동쪽과 서북쪽은 평안남도에, 서남쪽은 남포시에, 남쪽은 황해북도에 접한다. 휴전선에서는 중부전선 기준 최단거리 약 120km로 휴전선에서 평택까지의 거리와 비슷하여, 휴전선에서 50~70km 떨어진 서울만큼의 최전방도 아니지만 그렇다고 그닥 휴전선에서 멀다고 볼 수도 없다.  
평양에는 대동강이 흐르는데, 강 좌측에 형성된 중심부를 본평양(本平壤), 서쪽을 서평양(西平壤) 그리고 강을 건너 동쪽에 형성된 시남쪽으로 가지를 동평양(東平壤)으로 나누기도 한다. 평양시의 중심은 중구역이며, 1950년대 이래 내각청사, 인민대학습당, 조선미술박물관, 평양학생소년궁전을 비롯한 특색있는 건축물들이 건설되었다. 평양에서 가장 번화한 거리는 창광거리, 영광거리, 광복거리, 창전거리
, 미래과학자거리, 려명거리, 락랑거리 등이다. 인민대학습당 앞에는 김일성광장이, 부근에는 주체사상탑이 있는데 평양의 상징이 되고 있다.
공민등록법의 규정에 따라 '17세 이상의 조선민주주의인민공화국 인민'은 공민증을 발급받지만, 평양시민은 1997년부터 특별히 '평양시민증'을 발급받아 다른 지역 주민과 차별을 두고 있다.

## 지형

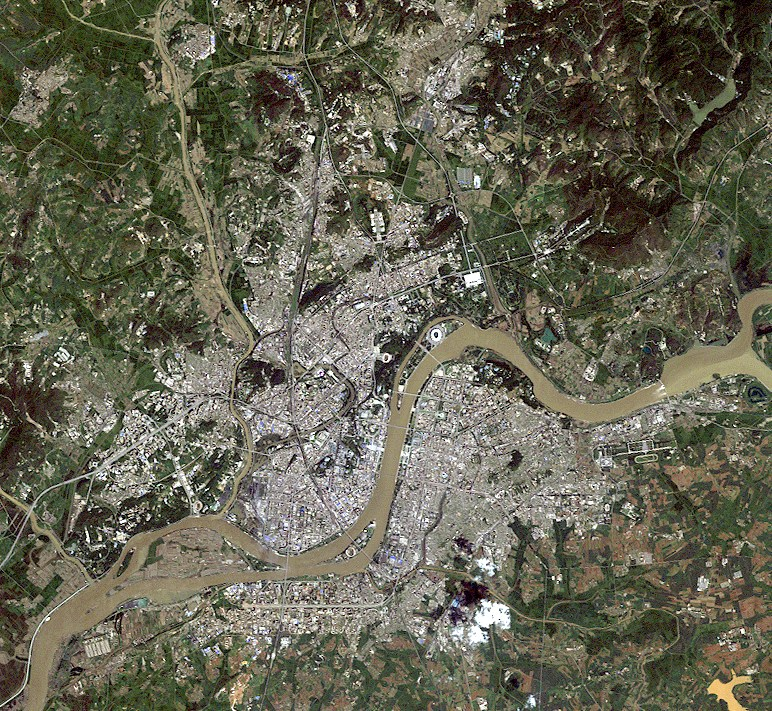
평양시의 위성 사진

평양은 낮은 구릉과 산으로 둘러싸여 있으며, 평야가 많아 농업이 발달했다. 주요 산은 만경대구역에 있는 룡악산(龍岳山), 중구역에 있는 창광산(蒼光山), 대동강구역의 문수봉(紋繡峰)이 있다. 대부분 산은 휴양지나 유원지로 만들어졌다.
중심지에 위치한 산은 모란봉(95m)이고, 그 동쪽 주변에 대성산(270m)이 있고, 그 북쪽으로 청운산(373m)과 용골산(400m)이 있다. 모란봉의 동쪽의 비교적 높은 산지가 시작하는 초입에는 제령산(498m)이 서 있다.
평양은 여름이 되면 홍수가 발생하여 농업이 어려웠으나, 김일성(金日成)이 직접 지시하여 보통강(普通江)의 관개공사를 실시함으로써, 홍수 피해가 적어지고, 농업이 발달하게 되었다고 한다. 조선민주주의인민공화국에서는 김일성이 보통강을 옥토, 살기 좋은 땅으로 만들게 하였다고 선전(宣傳)하며, 보통강구역에 기념탑이 건설되었다. 보통강 근처에는 보통강유원지가 있어서 시민들이 휴식을 취할 수 있도록 되어 있다.

## 역사

### 고대 및삼국 시대
평양은 옛부터 평평한 땅, 벌판의 땅이라는 뜻을 가진 '부루나', '바라나'라고 불렀는데, 이를 이두로 바꿔서 '부루'가 '평'(平), '나'가 '양'(壤)이 되었다. 평양은 고조선의 마지막 수도였던 왕검성이 있었던 지역으로 추정되는 지역 중 하나이다. 427년에는 장수왕이 고구려의 도읍을 국내성에서 평양으로 천도했다. 평원왕 시대였던 586년부터 고구려가 멸망한 668년까지 고구려의 마지막 수도였던 평양성이 위치했던 지역이기도 하다.

평양부 휘장

### 고려 시대
고려 시대(高麗)에는 서경(西京)으로 불려 중요시되어, 황폐해진 평양을 부흥시켰다. 947년 고려 정종(定宗)은 도참설에 따라 서경성(西京城)을 쌓고 천도하려 하였으나 귀족들의 불만과 백성들의 반발로 실현되지 못했고, 1136년에는 고려 인종(仁宗)에게 묘청(妙淸), 정지상(鄭知常), 백수한(白壽翰) 등이 서경천도론을 건의하여 추진되었으나, 김부식(金富軾)을 중심으로 한 문벌 귀족들의 반발과 민심의 이탈로 인종이 중지를 명함으로써 좌절되었다.
고려 말기 신돈(辛旽)은 공민왕(恭愍王)에게 평양으로 수도를 옮길 것을 건의했지만, 받아들여지지 않았다.

### 조선 시대 및 근대
| Daedongyeojido (Gyujanggak) 09-04.jpg | Daedongyeojido (Gyujanggak) 09-03.jpg |
| Daedongyeojido (Gyujanggak) 10-05.jpg | Daedongyeojido (Gyujanggak) 10-04.jpg |

조선 시대(朝鮮時代)에도 평양은 조선의 주요 도시 중 하나이자, 평안도(平安道) 감영 소재지로서 관서 지방의 행정 중심지였다.
1866년 제너럴셔먼호 사건이 일어나기도 했으며, 1894년 청일전쟁(淸日戰爭) 때는 청군(淸軍)과 일본군 사이의 격전지가 되어 큰 피해를 입었다. 1896(건양 1)년 평안도가 남북으로 분할되자 평안남도에 소속되었다.

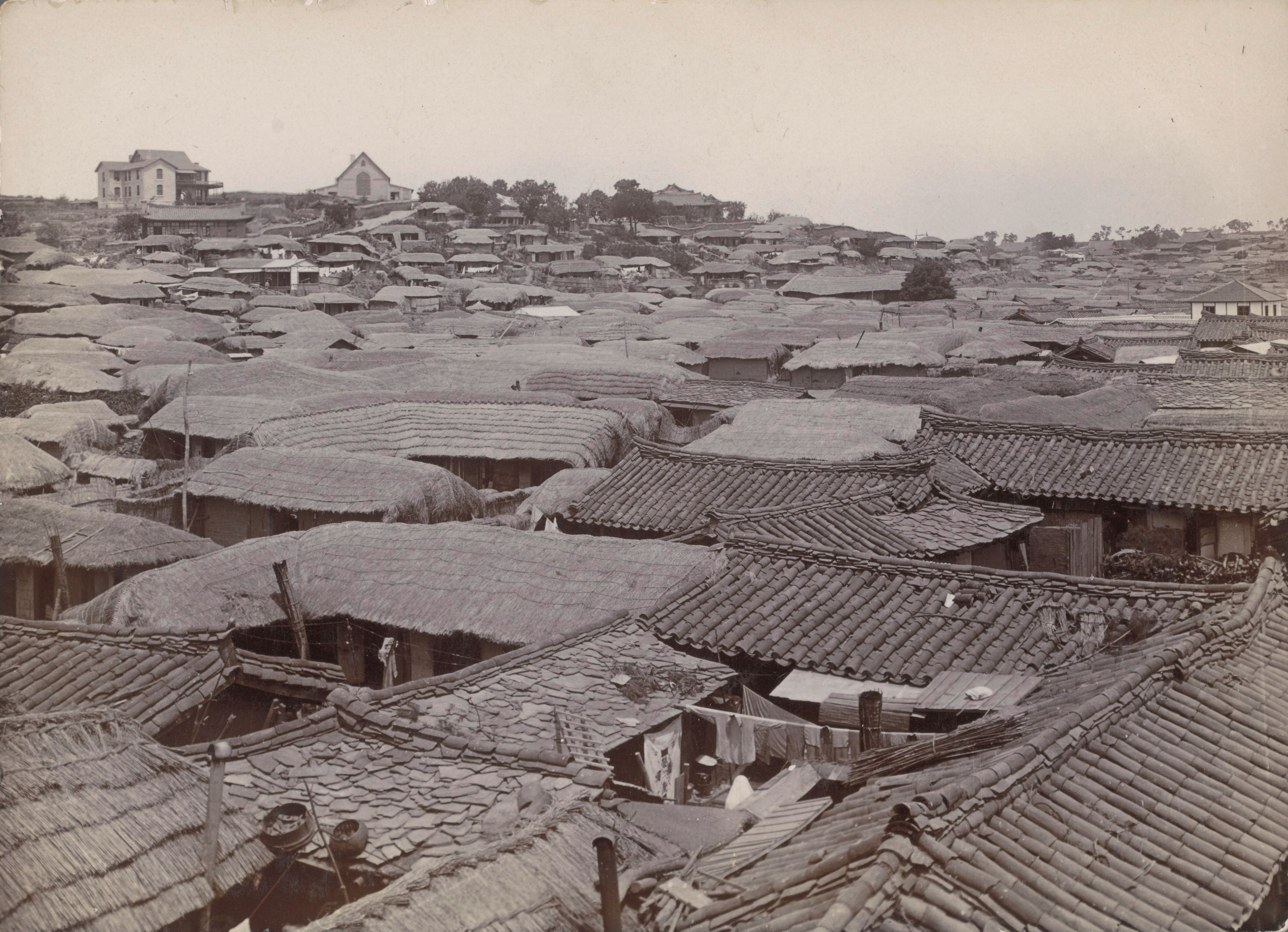
평양, 1907년

구한말기에는 기독교가 크게 확산되었는데, 1901년부터 평양에서는 평양신학교라는 장로교 신학교가 문을 열었고, 최초의 장로교 목사들을 배출하였다. 평양을 비롯한 평안도는 오랜기간동안 지역차별에 영향을 받은 것들이 적지 않게 있어서 지역 향반(향리)와 일반 평민의 삶은 차이가 크게 없었다. 이 때문에 평양을 비롯한 평안도에서는 신분보다 능력을 중시하는 평민문화 및 상업문화가 일찍이 발달하였고, 기독교 신자가 상당히 많이 거주했었다.
1902년 대한제국 고종은 평양을 서경(西京)으로 육성하고자 하여 풍경궁을 설치하였으나, 러일전쟁으로 일본의 침략이 시작되면서 수포로 돌아갔다.

### 일제 강점기

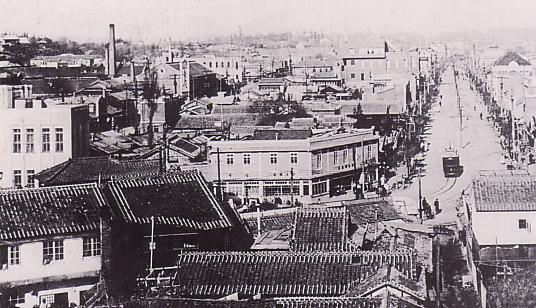
일제 강점기의 평양

1913년 조선총독부는 평양을 부(府)로 지정했으며, 1914년 평양부의 영역을 시가지 일대로 축소시키고, 교외 지역을 대동군으로 분리하였다. 1938년 대동군 대동강면, 서천면, 추을미면을 편입하여 영역이 확장되었다.
1920년 조만식을 중심으로 민족 운동의 일환인 물산장려운동이 일어났다.
만보산 사건(萬寶山事件)의 여파로 평양에서 1931년 7월 5일과 6일에 일어난 반중(反中)·반화교(反華僑) 폭동은 극심해, 중국인 수백 명이 사망, 부상 및 실종되었다.

### 현대의 평양
광복 후 38선 이북은 소련군정(蘇聯軍政)이 들어섰다. 1948년에 소련군이 철수하였다. 1946년 9월 1일에는 삼팔선 북부 지역의 실질적인 정부인 '북조선임시인민위원회'의 결정에 따라 평양부는 평안남도에서 분리되어 중구역, 동구역, 서구역, 남구역, 북구역의 5개 구역을 포함하는 평양특별시로 승격되었다.
한국 전쟁 당시 대한민국 국군이 1950년 10월 1일에 38선을 넘자, 이후 어언 여드레가 지난 10월 9일에, 김일성의 북 인민군 부대와 인민 정부, 로동당 등 주요 기관이 평양에서 모두 철수하였다.
1950년 9월 28일에 대한민국이 서울을 수복(收復)하자 조선민주주의인민공화국은 수뇌부와 주요 기관, 단체, 부대 등을 평양에서 후퇴시킬 준비를 시작하였다. 10월 1일에 대한민국 국군이 38선을 넘자 10월 9일부터 본격적인 평양 후퇴작전이 전개되었고, 10월 19일 대한민국 국군과 UN군이 평양을 수복하였다. 평양에서 후퇴한 조선민주주의인민공화국 정부는 한때, 자강에 있는 '강계'를 임시 수도로 정하였다.
대한민국 국군은 10월 19일 평양을 탈환하였으나, 10월 24일 온정리 전투를 시작으로 중국인민지원군이 한국 전쟁에 개입하기 시작하였다. 1950년 10월 25일 1차 공세를 시작한 중국인민지원군은 11월 26일부터 본격적 공격을 개시하였고, 조선민주주의인민공화국은 12월 6일에 드디어 평양으로 재입성하였다. 남한의 국군은 12월 4일 평양에서 철수하였다.
1952년 8월 1일에, 행정 구역 체계를 기존의 4단계에서 3단계로 개편하면서 평양직할시로 변경되었고, 1956년에 만경대구역과 서성구역을 신설하였으며, 1967년부터 본평양(本平壤), 서평양(西平壤), 동평양(東平壤)으로 나누고, 1972년 1월 1일에는 임시수도가 아닌 공식 수도가 되어 평양특별시로 재승격되었으나, 이후 평양특별시는 2006년 1월 1일에 평양직할시로 다시 격하되었으며, 그 2006년 당시에, 19개 구역 4개 군으로 나뉘어 있었다.
한편 평양은 한국 전쟁 때 미국의 폭격으로 인해, 공공 건물과 공장 건물들이 모두 많이 파괴되었으며, 보통문을 제외한 대부분의 건물들이 불타버려서 도시의 원래 본 모습을 잃어버렸다. 전쟁 이후 소련으로부터 도입된 조립식 건축기법과 시멘트 가공공업의 발달로 동평양과 평양시 중구역에 5층 내지 15층짜리 고층 아파트가 건설되었으며, 천리마(千里馬)거리와 창광거리, 평양역 앞 역전(驛前)거리를 비롯한 큰 도로들이 생겨나기 시작했다.
2010년 1월 1일, 평양에 속했던 중화군, 상원군, 승호구역과 강남군이 황해북도로 이관되었다가, 이듬해인 2011년 1월 1일에, 이들 중 강남군만 평양직할시로 재편입되었다.
평양직할시가 2013년 9월 9일에 평안남도 평양시로 재차 격하됨과 동시에, 구 자강도 향산군 묘향산구역이 평안남도 평양시 모란봉구역으로 편입되었다. 2018년 2월 10일에는 구 평안북도 구성시 방현동이 평안남도 평양시에 편입되었다.
평양은 도농통합형 도시를 추구하고 있으며, 평양 전체의 토지 중 시가지 면적은 20% 이하이고, 농지 면적이 과반을 차지하고 있어 농산물의 자급 생산과 소비가 가능하도록 하였다.

## 행정 구역
평양시는 19개 구역, 2개 군, 1개 월경지인 동으로 이루어져 있다.

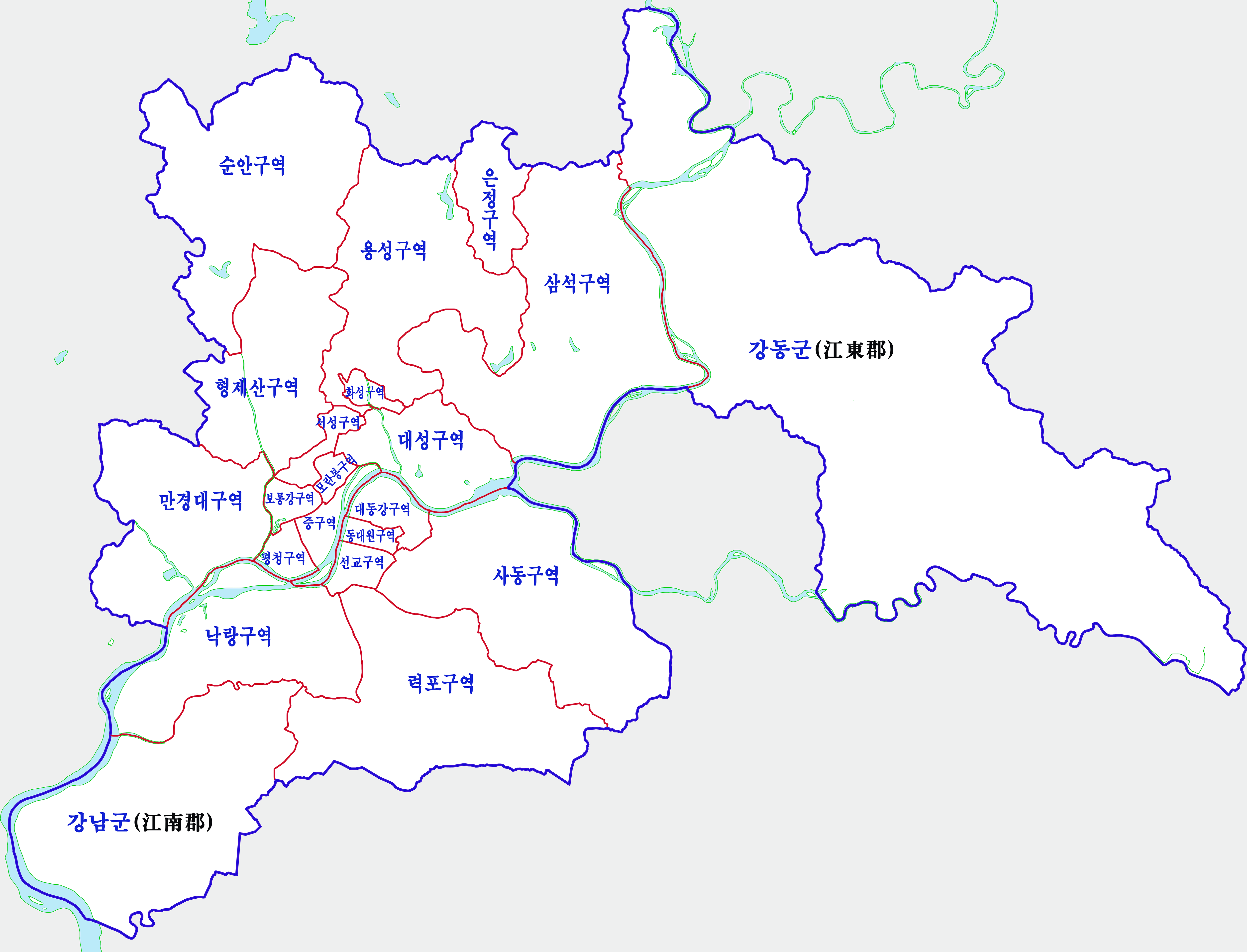

### 구역
- 대동강구역(大同江區域)
- 대성구역(大城區域)
- 동대원구역(東大院區域)
- 락랑구역(樂浪區域)
- 력포구역(力浦區域)
- 룡성구역(龍城區域)
- 만경대구역(萬景臺區域)
- 모란봉구역(牡丹峰區域)
- 보통강구역(普通江區域)
- 사동구역(寺洞區域)
- 서성구역(西城區域)
- 삼석구역(三石區域)
- 선교구역(船橋區域)
- 순안구역(順安區域)
- 은정구역(恩情區域)
- 중구역(中區域)
- 평천구역(平川區域)
- 형제산구역(兄弟山區域)
- 화성구역(和盛區域)

### 군
- 강동군(江東郡)
- 강남군(江南郡)

### 월경지
- 방현동(方峴洞)

- 각 지역 옆의 인구는 2008년 북한의 인구 조사를 출처로 한다.

## 기후
평양은 냉대 동계 소우 기후(쾨펜의 기후 구분 Dwa)에 속하며, 겨울에는 날씨가 매우 춥다. 연평균 강수량 936.4mm로 한반도에서는 소우 지역에 속하며, 강수의 70% 이상이 여름철에 집중되어 내린다.
| 평양시의 기후                                                                       | 평양시의 기후 | 평양시의 기후 | 평양시의 기후 | 평양시의 기후 | 평양시의 기후 | 평양시의 기후 | 평양시의 기후 | 평양시의 기후 | 평양시의 기후 | 평양시의 기후 | 평양시의 기후 | 평양시의 기후 | 평양시의 기후 |
| 월                                                                                  | 1월           | 2월           | 3월           | 4월           | 5월           | 6월           | 7월           | 8월           | 9월           | 10월          | 11월          | 12월          | 연간          |
| ----------------------------------------------------------------------------------- | ------------- | ------------- | ------------- | ------------- | ------------- | ------------- | ------------- | ------------- | ------------- | ------------- | ------------- | ------------- | ------------- |
| 역대 최고 기온 °C (°F)                                                              | 12.0 (53.6)   | 16.0 (60.8)   | 22.4 (72.3)   | 29.1 (84.4)   | 34.0 (93.2)   | 35.8 (96.4)   | 36.9 (98.4)   | 37.9 (100.2)  | 32.2 (90.0)   | 30.0 (86.0)   | 23.2 (73.8)   | 15.0 (59.0)   | 37.9 (100.2)  |
| 일평균 최고 기온 °C (°F)                                                            | −0.4 (31.3)   | 3.1 (37.6)    | 9.7 (49.5)    | 17.6 (63.7)   | 23.5 (74.3)   | 27.5 (81.5)   | 29.1 (84.4)   | 29.6 (85.3)   | 25.7 (78.3)   | 18.8 (65.8)   | 9.7 (49.5)    | 1.4 (34.5)    | 16.3 (61.3)   |
| 일일 평균 기온 °C (°F)                                                              | −5.4 (22.3)   | −2.0 (28.4)   | 4.0 (39.2)    | 11.4 (52.5)   | 17.4 (63.3)   | 21.9 (71.4)   | 24.7 (76.5)   | 25.0 (77.0)   | 20.2 (68.4)   | 12.9 (55.2)   | 4.8 (40.6)    | −2.9 (26.8)   | 11.0 (51.8)   |
| 일평균 최저 기온 °C (°F)                                                            | −9.8 (14.4)   | −6.6 (20.1)   | −0.9 (30.4)   | 5.9 (42.6)    | 12.0 (53.6)   | 17.4 (63.3)   | 21.4 (70.5)   | 21.5 (70.7)   | 15.6 (60.1)   | 7.8 (46.0)    | 0.5 (32.9)    | −6.8 (19.8)   | 6.5 (43.7)    |
| 역대 최저 기온 °C (°F)                                                              | −26.5 (−15.7) | −23.4 (−10.1) | −16.1 (3.0)   | −6.1 (21.0)   | 2.2 (36.0)    | 7.0 (44.6)    | 12.0 (53.6)   | 12.8 (55.0)   | 3.6 (38.5)    | −6.0 (21.2)   | −14.0 (6.8)   | −22.8 (−9.0)  | −26.5 (−15.7) |
| 평균 강수량 mm (인치)                                                               | 9.6 (0.38)    | 14.5 (0.57)   | 23.9 (0.94)   | 44.8 (1.76)   | 74.7 (2.94)   | 90.2 (3.55)   | 274.7 (10.81) | 209.6 (8.25)  | 90.8 (3.57)   | 47.2 (1.86)   | 38.4 (1.51)   | 18.0 (0.71)   | 936.4 (36.87) |
| 평균 강수일수 (≥ 0.1 mm)                                                            | 3.9           | 3.7           | 4.2           | 5.8           | 7.1           | 7.9           | 12.5          | 10.1          | 6.3           | 5.8           | 7.1           | 5.7           | 80.1          |
| 평균 강설일수                                                                       | 5.4           | 4.0           | 1.8           | 0.3           | 0.0           | 0.0           | 0.0           | 0.0           | 0.0           | 0.1           | 1.9           | 5.5           | 19.0          |
| 평균 상대 습도 (%)                                                                  | 69.1          | 65.0          | 62.5          | 60.4          | 65.3          | 72.2          | 81.1          | 80.6          | 75.3          | 72.0          | 72.2          | 70.6          | 70.5          |
| 평균 월간 일조시간                                                                  | 184           | 197           | 231           | 237           | 263           | 229           | 181           | 204           | 222           | 214           | 165           | 165           | 2,492         |
| 출처 1: 대한민국 기상청 (평년값, 1991년~2020년)                                     |               |               |               |               |               |               |               |               |               |               |               |               |               |
| 출처 2: Pogodaiklimat.ru (극값, 1961년~현재), 독일 기상청 (일조시간, 1961년~1990년) |               |               |               |               |               |               |               |               |               |               |               |               |               |

## 산업

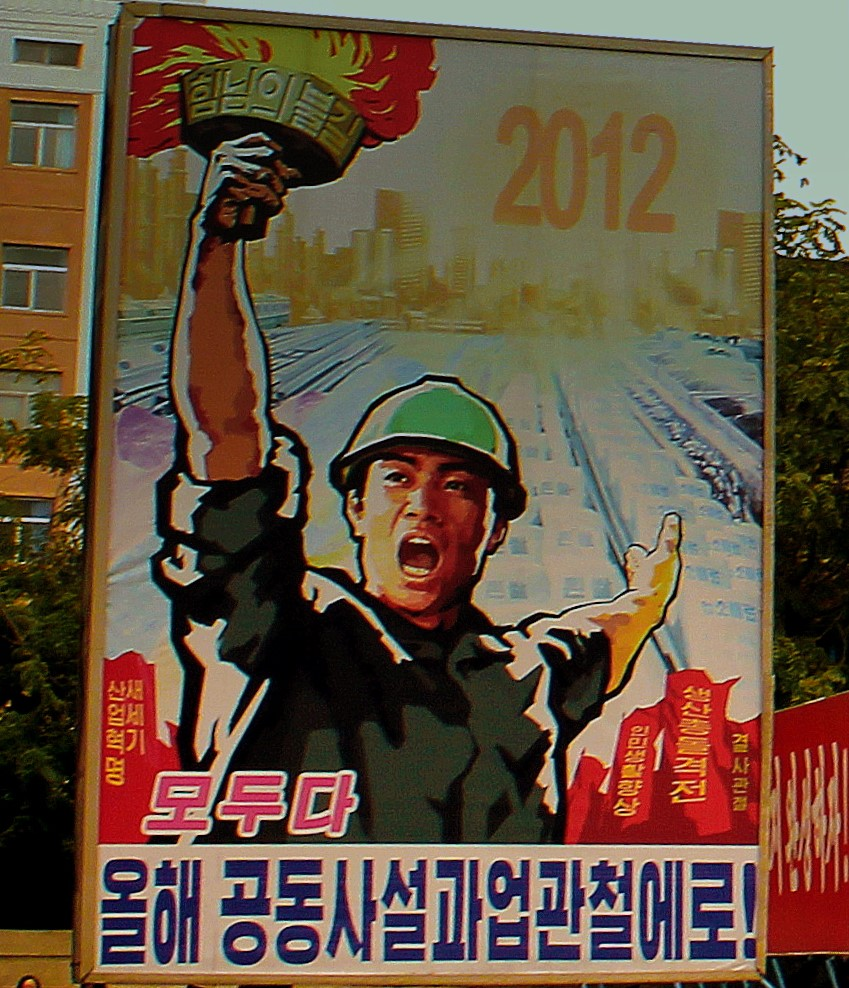
체제 선전 포스터

평양 일대는 일제 강점기 무렵부터 이른바 서선공업지대(西鮮工業地帶)의 중심지 역할을 해 왔다. 평양시는 정권 수립 후 3.26전선공장과 대동강맥주공장을 비롯해, 선교구역편직물공장, 평양방직공장, 평양기계공업공장 등의 여러 공장들과 평양주택사업소와 백두산건설사업소 등의 주택, 건축기업소가 세워졌다. 이 곳은 지금도 조선민주주의인민공화국의 공업 중심지로 사리원시와 송림시를 합쳐 평양공업지구라고 부른다.
발전소는 평양화력발전소와 동평양발전소가 있다. 이 발전소에서 나오는 폐열과 온수로 평양 전역에 있는 가정의 난방을 공급한다. 제철소는 송림제철소가 있다. 송림제철소는 청진시의 김책제철소 다음가는 대규모 제철소이다.
3.26전선공장은 평양시 평천구역에 자리잡고 있으며, 현대적인 설비와 제품의 질이 좋은 것으로 유명하다. 3.26전선공장은 김정일의 현지지도를 받았다.
기타 평양의 공장으로는 평양룡성담배공장, 대동강 맥주, 대동강텔레비전수상기공장, 평양화장품공장, 평양선교방직공장, 평양아동식료품공장, 교육도서인쇄공장, 평양종합인쇄공장, 평양자전거공장, 평양기계공업공장 등이 있다.

## 유적지
평양은 고구려의 도읍지였으며, 단군왕검이 도읍한 곳으로도 알려져 있다. 평양 주변에는 수천 년간 성을 쌓은 흔적을 비롯하여 낙랑, 고구려의 고분군과 선사 시대의 고인돌군(群) 등 큰 규모의 무덤이 분포한다.
- 고구려 고분군(2004년에 유네스코 세계 문화유산으로 지정되었다.)
- 안학궁(安鶴宮) 터
- 동명왕릉
- 을밀대
- 평양성
- 대동문
- 첨성대
- 대성산성
- 보통문
- 부벽루
- 칠성문
- 현무문
- 최승대
- 영명사
- 장안궁

## 공공시설

### 교양기관, 사회주의 사상교육 기관
- 인민대학습당
- 봉화예술극장
- 4.25문화회관
- 모란봉극장
- 3대혁명전시관
- 주체사상탑
- 평양 개선문
- 만수대의사당

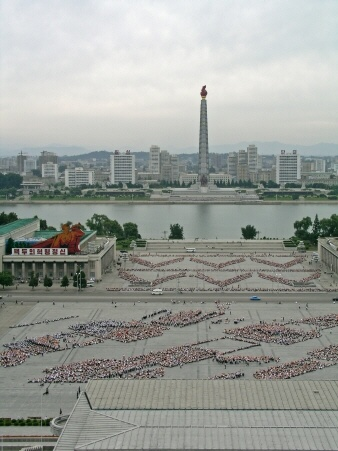
김일성 광장과 주체사상탑이 보인다.

- 금수산태양궁전: 김일성이 사용했던 집무실이다. 지금은 김일성이 사용한 유품들과 사진들을 전시하고 있다.
- 인민문화궁전
- 천리마동상
- 조국해방전쟁승리기념탑
- 당창건기념탑
- 조국해방전쟁승리기념관

### 극장 및 예술시설
- 평양대극장: 영광거리와 승리거리의 교차점에 있다. 혁명가극 공연이 주로 이루어진다.
- 만수대예술극장: 외벽이 벽화와 부조로 장식되어있다. 조선민주주의인민공화국에서 가장 크고 현대적인 극장이다.
- 동평양대극장: 문서거리 대동강변에 있는 극장으로 음악공연이 주로 열린다. 세계적인 실내장식과 시설을 갖추고 있다.
- 모란봉극장: 일제강점기에 지어졌다. 1948년 남북연석회의가 열렸다.
- 봉화예술극장
- 평양교예극장: 광복거리에 있다. 평양 교예단의 전용극장으로 공중교예, 동물교예등 다양한 교예공연이 이루어진다.
- 인민군교예극장
- 청년공원 야외극장
- 조선예술영화촬영소: 조선민주주의인민공화국의 영화 중 거의 대부분이 제작되는 곳이다. 형제산구역에 있다. 백두산밀영, 중국거리, 일본거리, 서울거리 등 다양한 세트장이 있다.
- 만수대창작사: 평천구역에 있다. 공훈예술가들이 독자적 창작실에서 작업하는 곳이다. 이 창작물들을 구입할 수도 있다. 신용카드 결제가 가능한 곳이다.
- 평양국제영화회관: 국제영화제가 개최되는 곳이다.
- 락원영화관
- 개선영화관

### 체육시설
| - 릉라도 5월1일경기장 - 김일성경기장 - 평양체육관 - 유경정주영체육관 - 양각도축구경기장 - 평양보링장 | - 만경대 종합 체육 시설 - 태권도전당 - 바드민톤경기관 - 수영경기관 - 력기경기관 - 롱구경기관 - 배구경기관 - 빙상관 - 메아리 사격관 - 중경기관 - 경경기관 - 탁구경기관 - 송구경기관 - 평양골프연습장 - 서산축구경기장 |

## 스포츠
4.25체육단, 평양시체육단 (두 팀 모두 최상급축구련맹전 소속)을 비롯한 여러 체육단이 평양을 본거지로 하고 있으며 가장 인기 있는 스포츠는 축구이다.

## 관광
대한민국 국민은 국가보안법에 의거하여 평양을 방문하는 것이 법으로 금지되어 있다. 기타 외국인의 경우 평양을 방문하게 되면 의무적으로 금수산태양궁전을 방문해서 김일성, 김정일 부자에게 예우를 갖추어 인사를 해야만 한다. 북한 정부에서 이를 강제로 시키기 때문에 거부하는 게 불가능하다.
또한 북한에서는 평양을 방문하는 관광객에게 통역관을 빙자해서 의무적으로 감시 요원을 할당하며 이 감시 요원의 범위 바깥으로 벗어날 수 없다. 게다가 조금이라도 북한 정부의 마음에 들지 않는 행동을 할 경우 오토 웜비어의 사례가 있듯 쥐도 새도 모르게 잡아가서 죽을만큼 고문을 한다.

## 교통
평양시는 철도교통과 수송전선의 중심지로서, 평의선, 평부선(둘 다 본래의 경의선[京義線]), 평원선(平元線)이 지나며, 평양개성고속도로, 청년영웅도로, 평양순안고속도로, 평양원산고속도로가 지난다. 청년영웅도로는 평양시와 남포시를 연결하는 고속도로로서, 10차선으로 매우 넓다.

### 항공 교통
평양 순안 국제공항(順安國際空港: 평양비행장)과 미림비행장이 있다. 국제선은 순안공항에서만 이용할 수 있는데, 순안공항은 고려항공의 허브공항이다.

### 도로 교통

#### 간선 도로
고속도로에는 다음과 같은 것들이 있다.
- 평양남포고속도로

조선민주주의인민공화국에서는 이 고속도로를 "청년영웅도로"라고 부르고 있다. 1998년에 완공되었다.
- 평양원산고속도로
- 평양개성고속도로, 평양희천고속도로

평양개성고속도로를 시작하는 곳에 조국통일3대헌장기념탑이 세워져 있고, 평양희천고속도로는 김정일의 지시로 1994년 10월 10일에 완공되었다.
- 평양강동고속도로

#### 주요 도로
- 광복거리
- 문수거리
- 봉화거리
- 승리거리
- 영광거리
- 창광거리
- 천리마거리
- 청년거리
- 락랑거리(구 통일거리)
- 해방산거리(구 서기로)
- 세살림거리
- 안산거리
- 청춘거리
- 경흥거리
- 붉은거리

#### 주요 교량
대동강을 건너는 다리는 고구려 시대에도 있었다는 것이 근래의 발굴 조사로 알려졌다.
경의선을 부설하면서 놓은 대동강철교(大同江鐵橋)로 1905년 3월 24일 준공되었으며, 최초의 인도교인 대동교(大同橋)는 1923년 11월 30일 개통되었다.
1910년경 능라도에 수원지가 만들어져 평양 시내로 연결하는 수도관을 부설한 벽라교(碧羅橋)가 건설되었으나 해방 후 어느 시점에 없어졌다.
오늘날 대동강의 주요 교량은 아래와 같다.
| - 대동강철교 - 청류교 - 옥류교 - 충성의 다리 | - 대동교 - 능라교 - 양각교 - 릉나다리 - 대동강다리 |

#### 시내버스

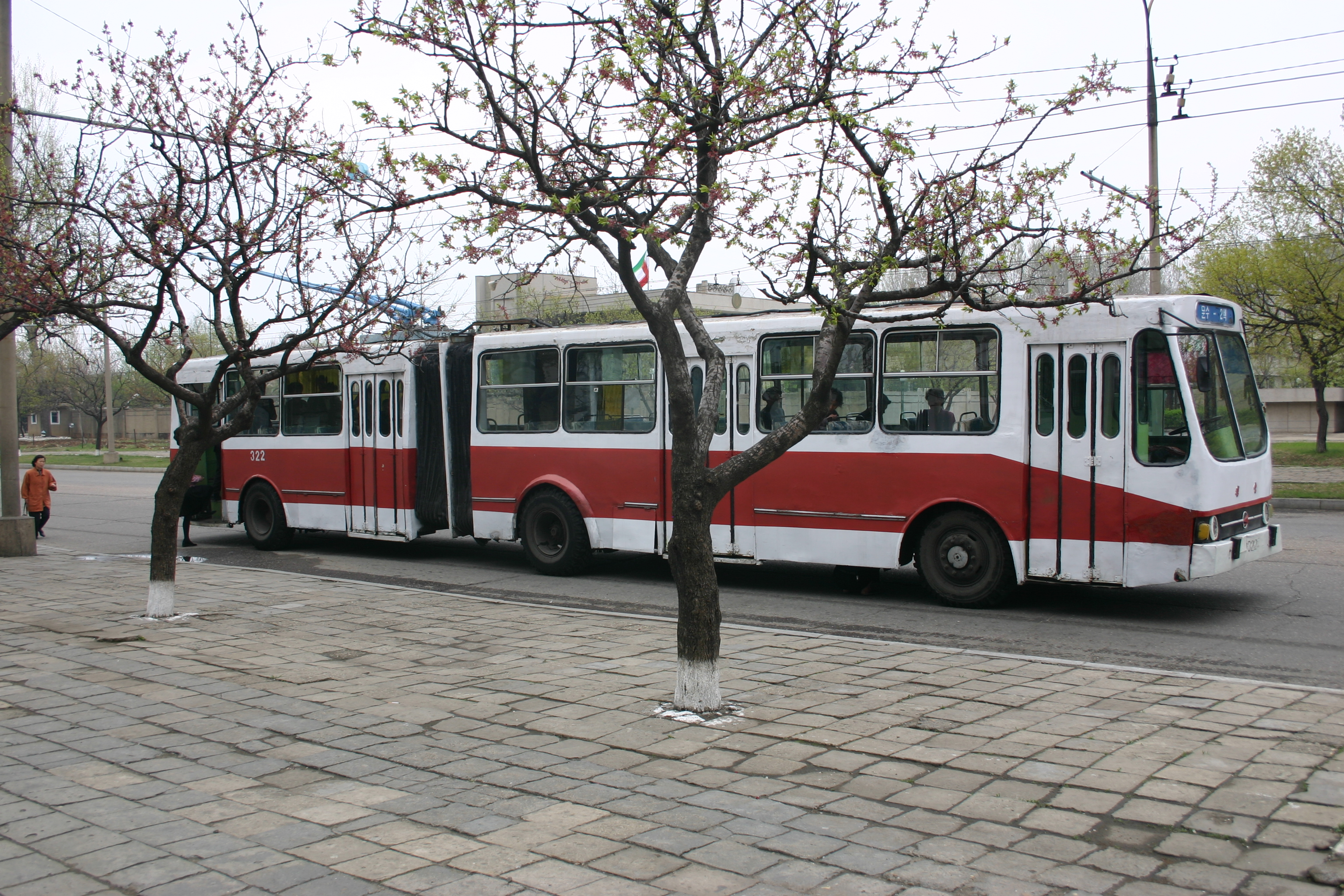
평양 트롤리버스
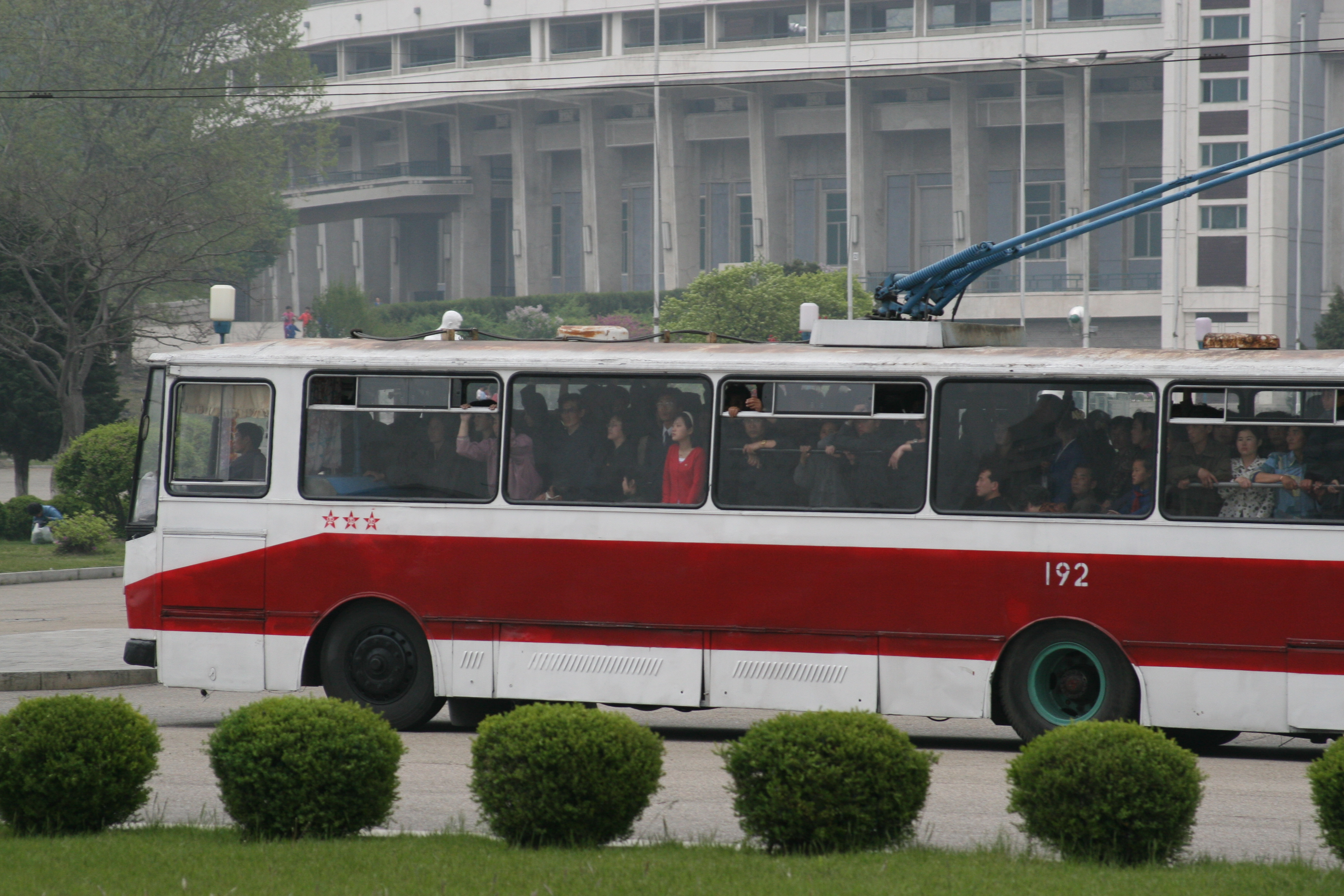
평양 트롤리버스
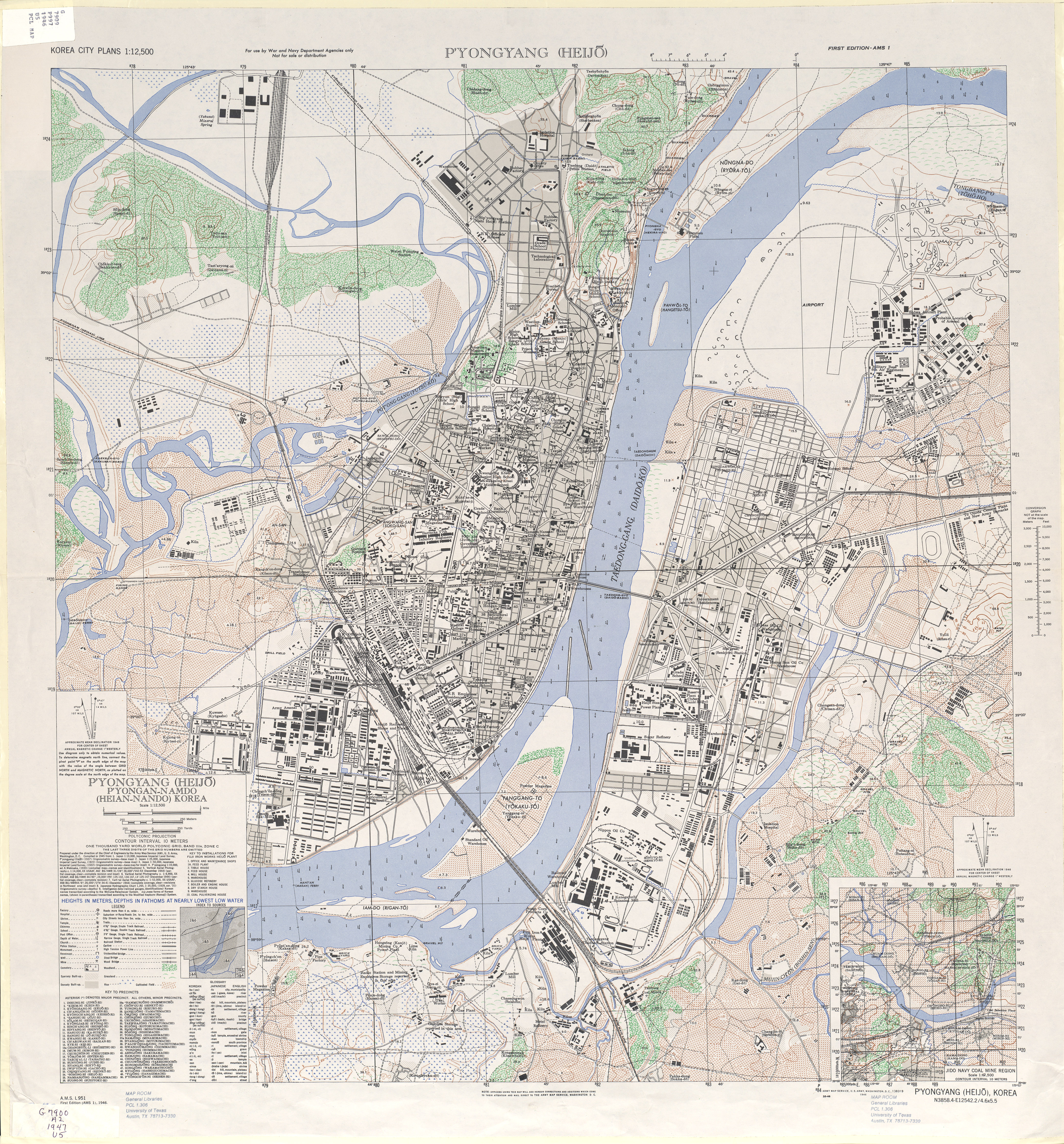
미군이 1946년 작성한 평양지도. 도로를 따라 철길 모양 표시가 되어 있는 것이 전차 노선이다.

### 철도 교통

#### 간선 철도
철도 시설로는 평의선, 평남선, 평원선, 평부선이 있다. 평양의 철도역으로는 평양역, 서평양역, 대동강역, 보통강역 등이 있다.

#### 지하철
평양의 지하철은 서울특별시보다 1년 이른 1973년에 개통되었으며, 2개 노선이다. 1개 노선을 새로 신설할 예정이다. 평양의 지하철은 전시(戰時)에는 방공호 역할을 할 수 있도록 땅 속 깊이 건설되었다.

#### 노면 전차
평양에 전차 노선이 처음 개통된 날은 1923년 5월 20일이며, 이것이 평양에 최초로 도입된 시내 대중교통 체계이다. 당시 평양 인구가 10만 정도였는데, 개통 첫날 전차 승객 수가 1만 5천이나 되었다고 한다. 당시 시내의 자동차는 극소수에 불과하였다.
1923년 11월 30일 대동교가 개통 되면서 이 다리를 지나는 전차 노선도 개설되었다. 1924년 10월에는 평양 인구 10만 돌파 기념으로 전차표를 이용한 경품 행사도 있었다.

## 묘역 및 사적지

### 묘역
평양의 묘역은 항일 유격대원과 조선민주주의인민공화국 수립에 이바지한 사람들 위주로 조성되어 있다.
- 금수산태양궁전: 대성구역에 있다. 다름 아닌 북한의 전직 수령들인 김일성과 김정일이 안장된 묘역으로 북한에서 가장 특별한 묘역이다. 김정은 역시 사망하면 이 곳에 안장되며 오직 북한의 수령들만 안장되는 특별묘역이다. 영구는 방부 처리하며 이 비용만 상당한 수준의 금액이 소모되고 있다.
- 혁명렬사릉: 대성산(大聖山)에 있다. 1920~30년대 김일성과 함께 만주지역에서 이른바 항일유격대 활동을 했다는 지휘관급 132명의 묘역이 있다. 반신상과 분묘, 비석이 하나씩 놓여있다.
- 애국렬사릉: 형제산구역 산미동에 있다. '조선의 공산주의 사회 건설에 기여했다'고 평가받는 인사 650여명이 있으며, 계속 늘어나고 있다. 돌사진과 분묘, 비석이 하나씩 놓여있다.
- 월북 및 납북인사들의 묘: 룡성구역 룡흥 1동에 있다. 재북평화통일촉진협의회에서 활동했거나 6 .25 전쟁때 서울에서 후퇴하면서 강제 납치하여 북송한 대한민국 인사 62명의 묘역이 있다. 고려대학교 초대 총장 현상윤, 국방경비대 총사령관 송호성, 초대 국회의원 조헌영, 정인보 등 명망있는 인사들의 묘역이 있다. 돌사진과 분묘, 비석이 하나씩 놓여있다.

### 사적지
평양의 사적지는 조선민주주의인민공화국의 어느 사적지와 마찬가지로 김일성과 관계깊은 장소이다. 이러한 장소는 김일성 우상화 및 김일성주의의 목적으로 이용되며, 정권에 의해 성역화되어 철저한 관리가 이루어지고 있다.
- 만경대고향집: 김일성의 생가이다. 초가집과 당시 농기구가 복원ㆍ보존되어 있다.
- 칠골사적지: 김일성의 어머니인 강반석이 태어나고 자란 곳이다.
- 창덕학교: 김일성이 다닌 학교이다. 1925년 봄부터 1925년 1월까지 이 학교에 다녔다.
- 당창건사적관: 김일성이 해방 직후 집무한 조선로동당 중앙위원회의 건물이었다.
- 전승혁명사적관
- 쑥섬사적지: 1948년 5월 2일, 남북연석회의때 김구 선생과 김일성이 회담한 장소이다.

## 교육

### 대학
- 광복 이전

현 김책공업종합대학 자리에는 합성숭실대학교(현 숭실대학교)가 있었으며, 현 김일성종합대학 및 평양의학대학 자리에는 평양의학전문학교가 있었다.
- 현재

평양에는 다른 지역보다 대학이 밀집되어 있다. 특수목적중학교로서의 '학원'도 다양하게 설치되어 있다. 학원졸업생은 같은 계열의 대학으로 진학할 때에 우선선발 특권이 주어진다.
- 김일성종합대학: 이른바 '주체교육의 최고전당'이다. 줄여서 '김대'라고 부른다.
- 김책공업종합대학: 이른바 '과학기술교육의 최고전당'이다. 줄여서 '종합대학'이라고 부른다.
- 김형직사범대학: 조선민주주의인민공화국의 사범교육의 최고위를 점하고 있는 사범대학이다. 대학의 교원을 양성하는 중추기능을 담당하고 있기도 하다.
- 김철주사범대학: 평양지역의 중등교원을 양성하는 대학이다.
- 국제관계대학: 외교 관료를 위한 외교관 양성교육기관이다.
- 인민경제대학: 경제관리 핵심간부들을 양성 및 재교육시키는 노동당 산하의 최고 교육기관이다.
- 금성정치대학: 근로단체간부를 양성하는 대학이다. 제대군인과 산업현장의 우수노동자 출신이 입학대상이다.

| - 김원균평양음악대학 - 평양도시경영대학 - 장철구평양상업대학 - 평양건설건재대학 - 평양경공업대학 | - 평양교원대학 - 평양기계대학 - 평양농업대학 - 평양미술대학 - 평양연극영화대학 | - 평양의학대학 - 평양외국어대학 - 평양음악무용대학 - 평양인쇄공업대학 - 평양철도대학 | - 평양과학기술대학 - 평양콤퓨터기술대학 - 조선체육대학 - 평양외국어학원 |

### 주요 유치원 및 초ㆍ중등학교
광복 전 평양직할시의 중등 교육기관으로는 다음과 같은 것들이 있었다.
- 공립 남학교: 평양제1공립중학교, 평양제2공립중학교, 평양제3공립중학교
- 사립 남학교: 광성(光成)중학교
- 공립 여학교: 평양공립고등여학교, 평양서문(西門)공립고등여학교(西門高女)
- 사립 여학교: 남산고등여학교
- 실업(實業)학교: 평양공립상업학교, 평양제일공립공업학교, 평양제2공립공업학교, 평양공립농업학교

현재의 주요 유치원 및 초, 중등학교로는 다음과 같은 것들이 있다.
| - 금성제1중학교 - 평양제1중학교 - 김성주소학교 | - 능라소학교 - 창광유치원 - 강반석탁아소 - 김정숙탁아소 |

## 상업시설

### 숙박시설
- 류경호텔
- 고려호텔
- 량강호텔
- 평양호텔
- 보통강호텔
- 양각도국제호텔
- 서산호텔
- 청년호텔
- 창광산호텔
- 해방산호텔
- 보통강호텔
- 봉화산호텔
- 서평양호텔
- 과학자호텔

### 유명식당

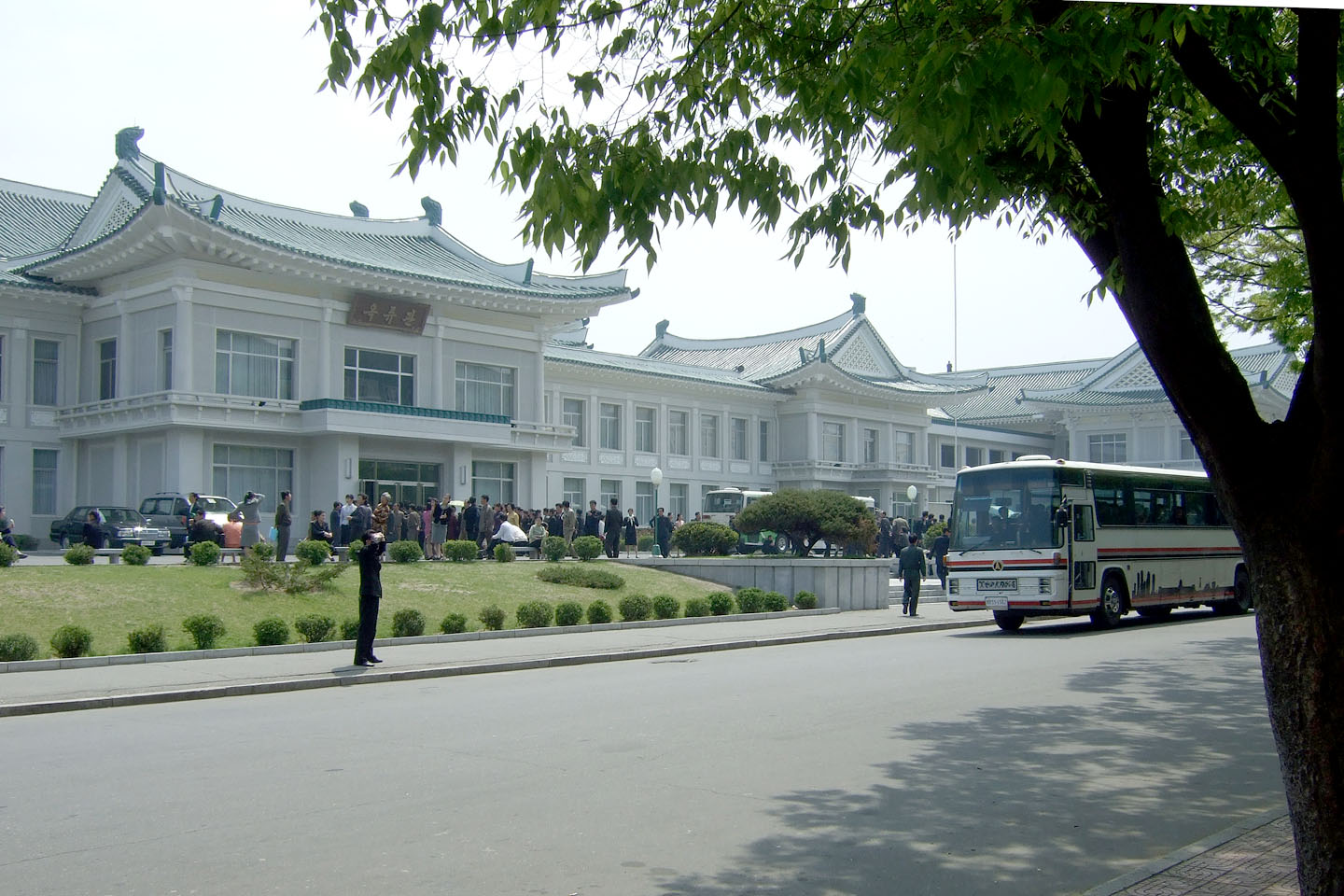
옥류관(玉流館)

- 옥류관
- 평남면옥
- 평양면옥
- 청류관
- 칠성각
- 선교각
- 모란각
- 평천각
- 향만루식당
- 만경대천석식당
- 민족식당
- 평양단고기집
- 평양오리고기전문식당
- 안산관
- 목란식당

### 백화점
- 평양제1백화점
- 평양역전백화점
- 평양제2백화점
- 광복백화점
- 락원백화점
- 평양백화점
- 동평양백화점
- 아동백화점
- 대성백화점

### 유통시장
- 락랑시장 - 평양직할시 최대 재래시장
- 광복지구 상업중심 - 평양직할시 최대 대형마트, 중국에서 위탁운영

## 갤러리

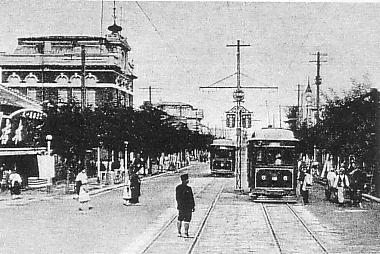
1920년대 당시 평양직할시에서 운행하였던 트램
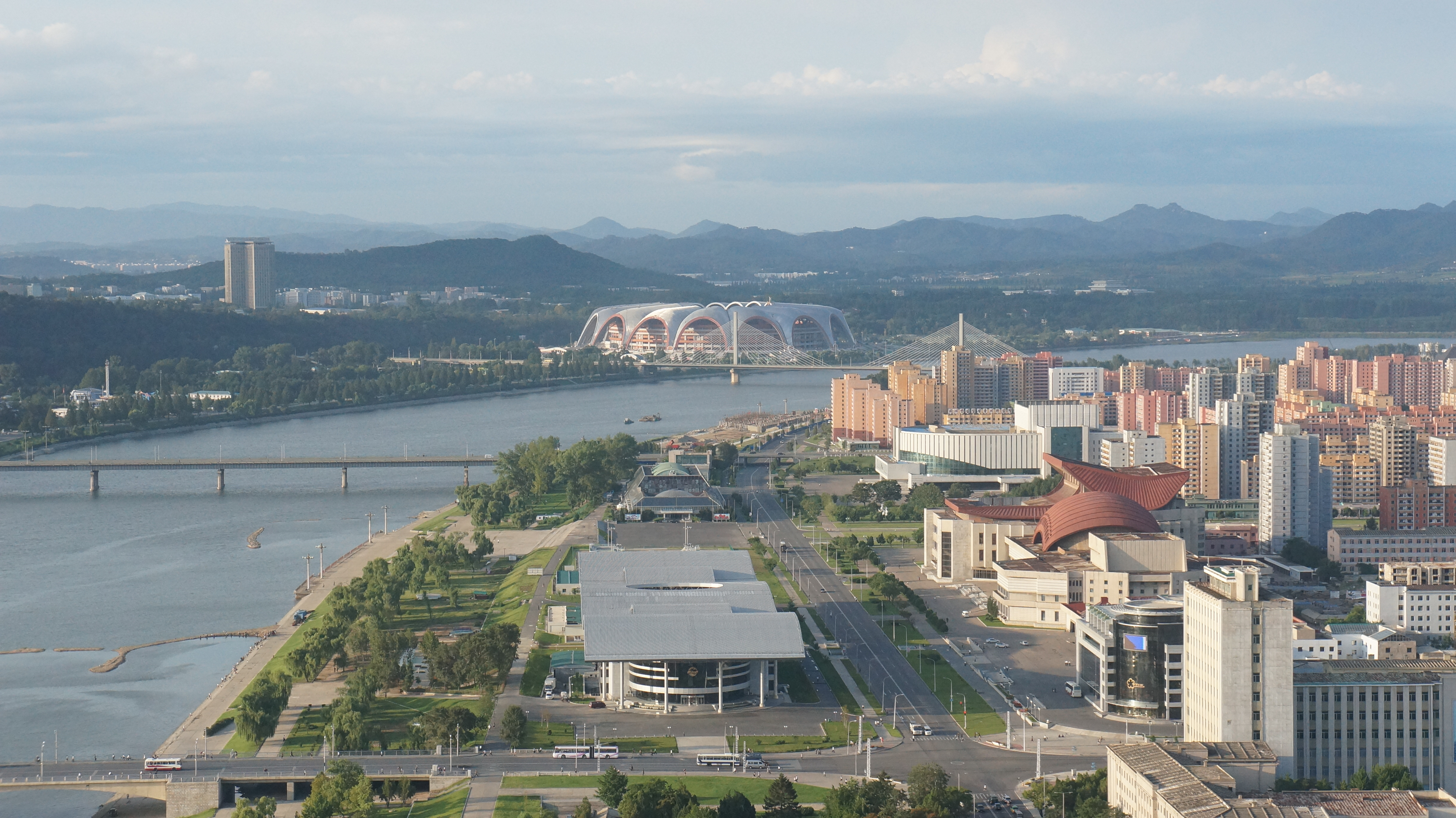
현재의 평양시
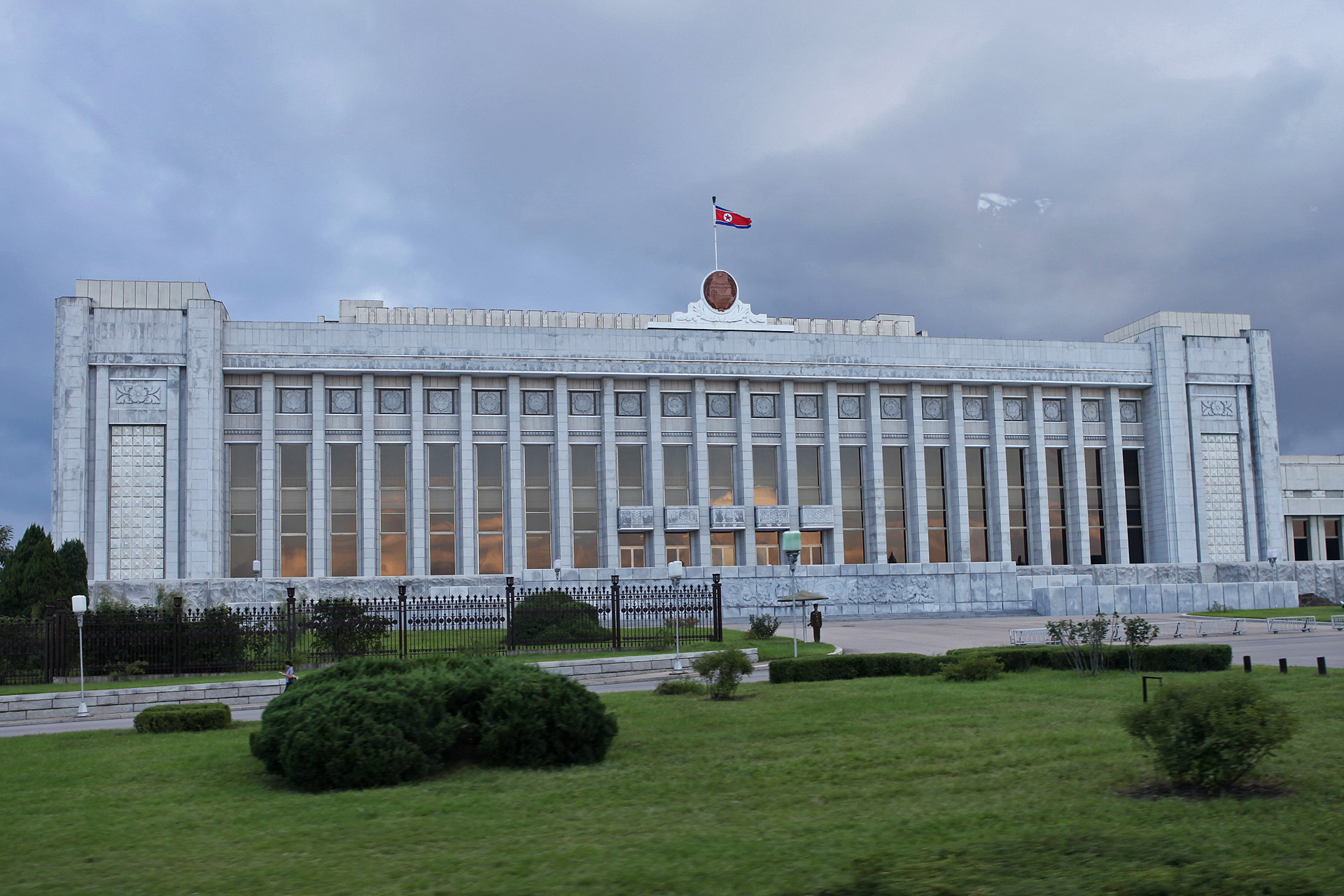
조선민주주의인민공화국 최고인민회의로 알려진 만수대의사당 전경
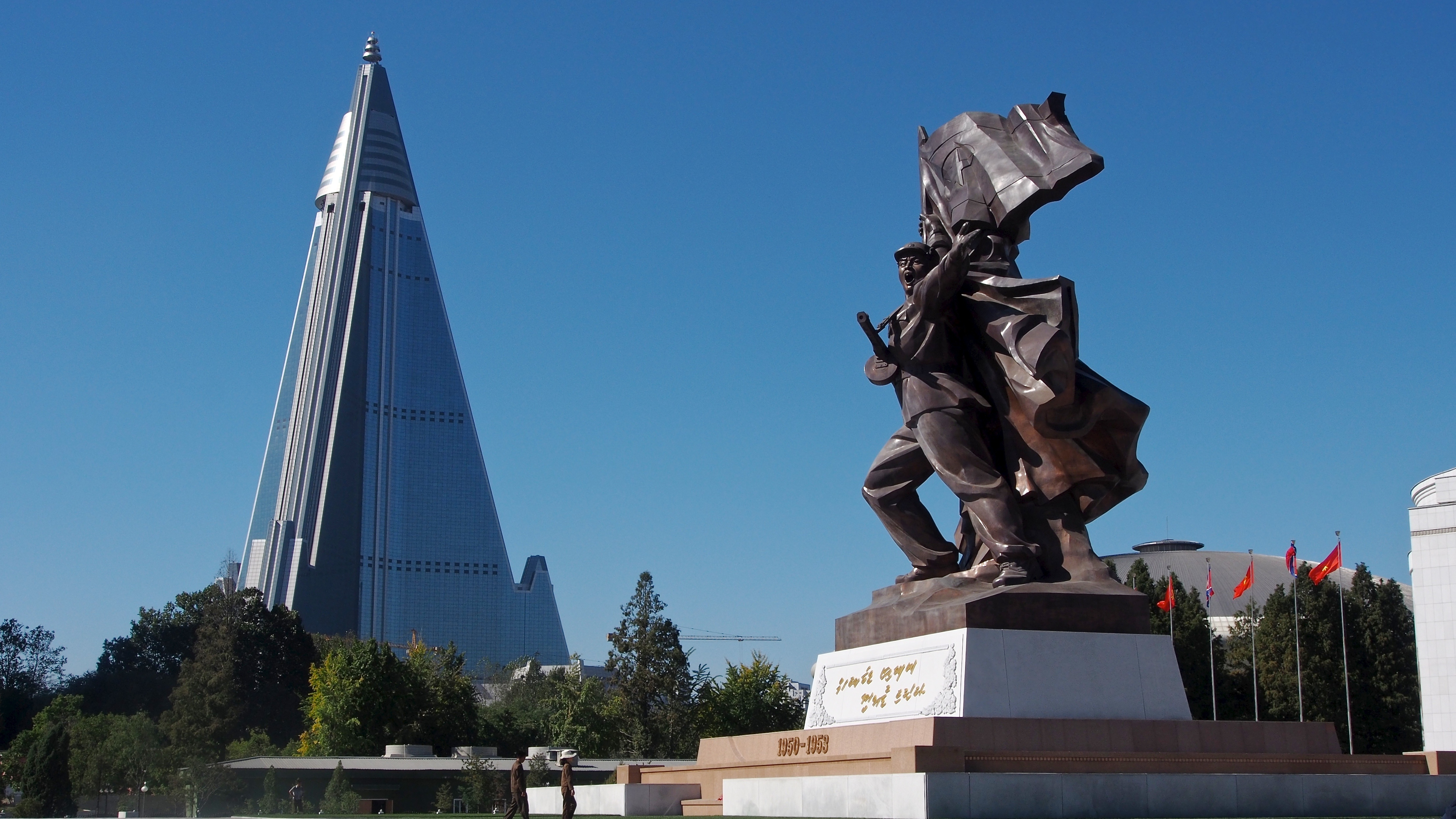
류경호텔과 조국해방전쟁승리기념탑의 각 일부
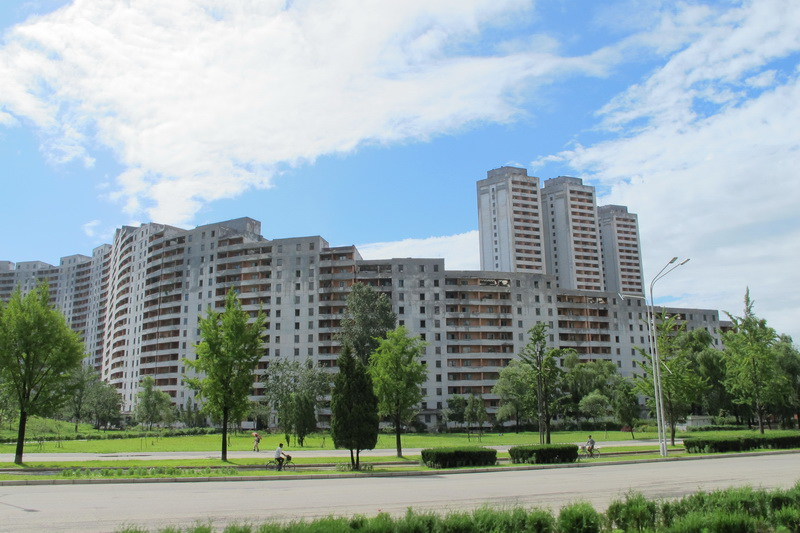
녹지를 사이에 둔 아파트 단지. 외형을 봐도 거의 낡아서 살아가기가 매우 힘들어지는 느낌이 있다.
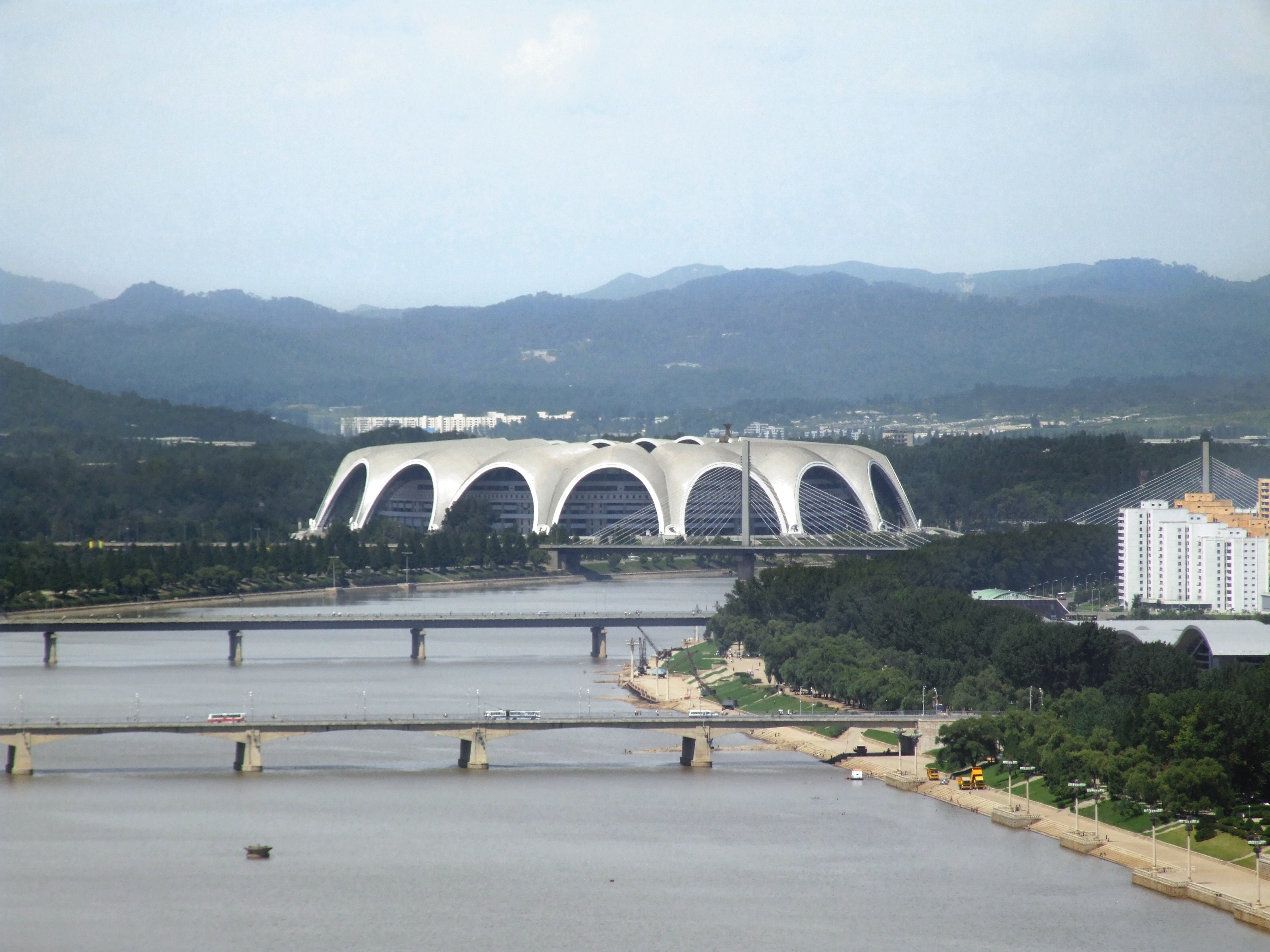
대동강 주변에 있는 릉라도5월1일경기장은 세계 최대 규모의 종합운동장으로 자리매김되어 있다.
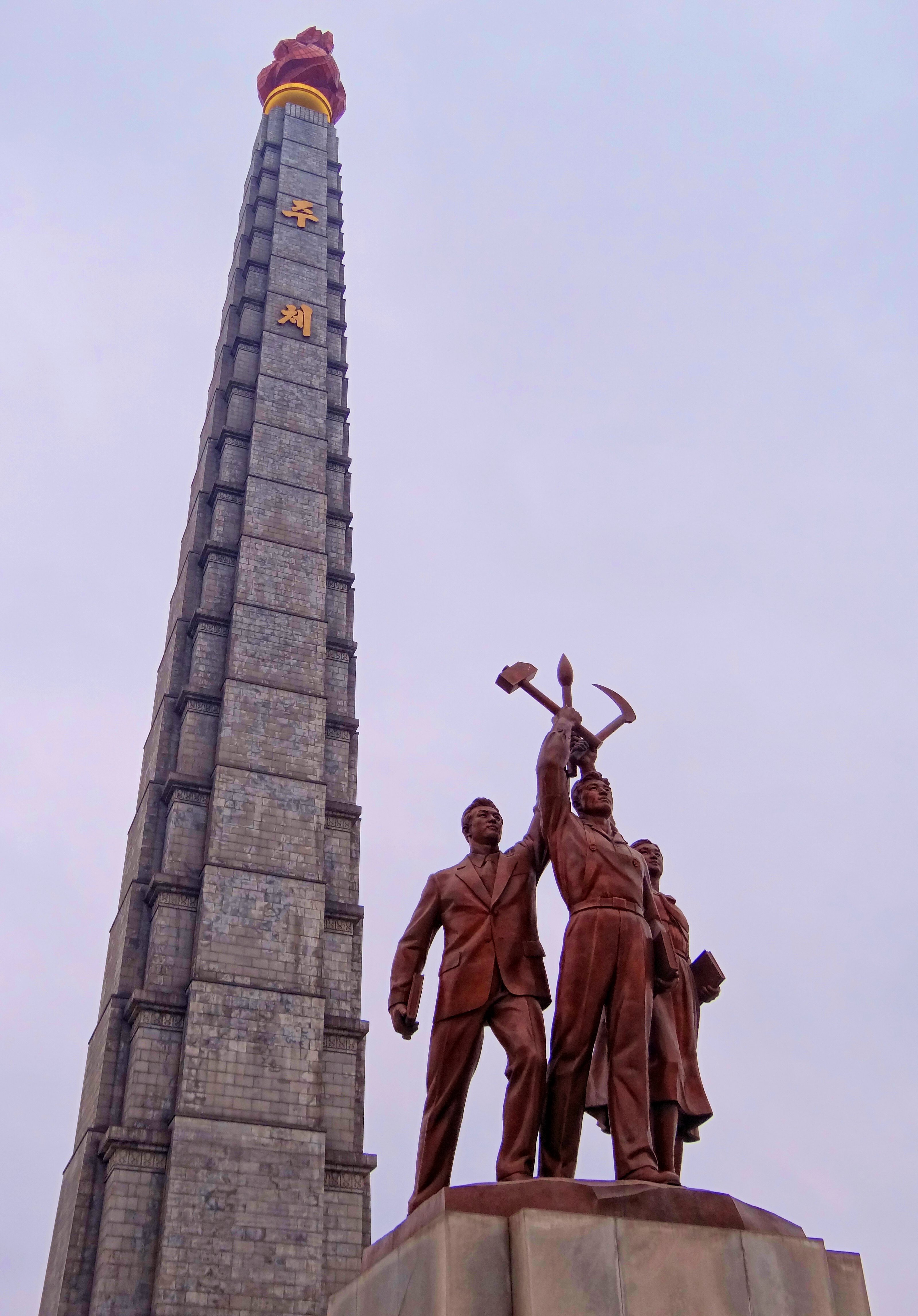
주체사상탑
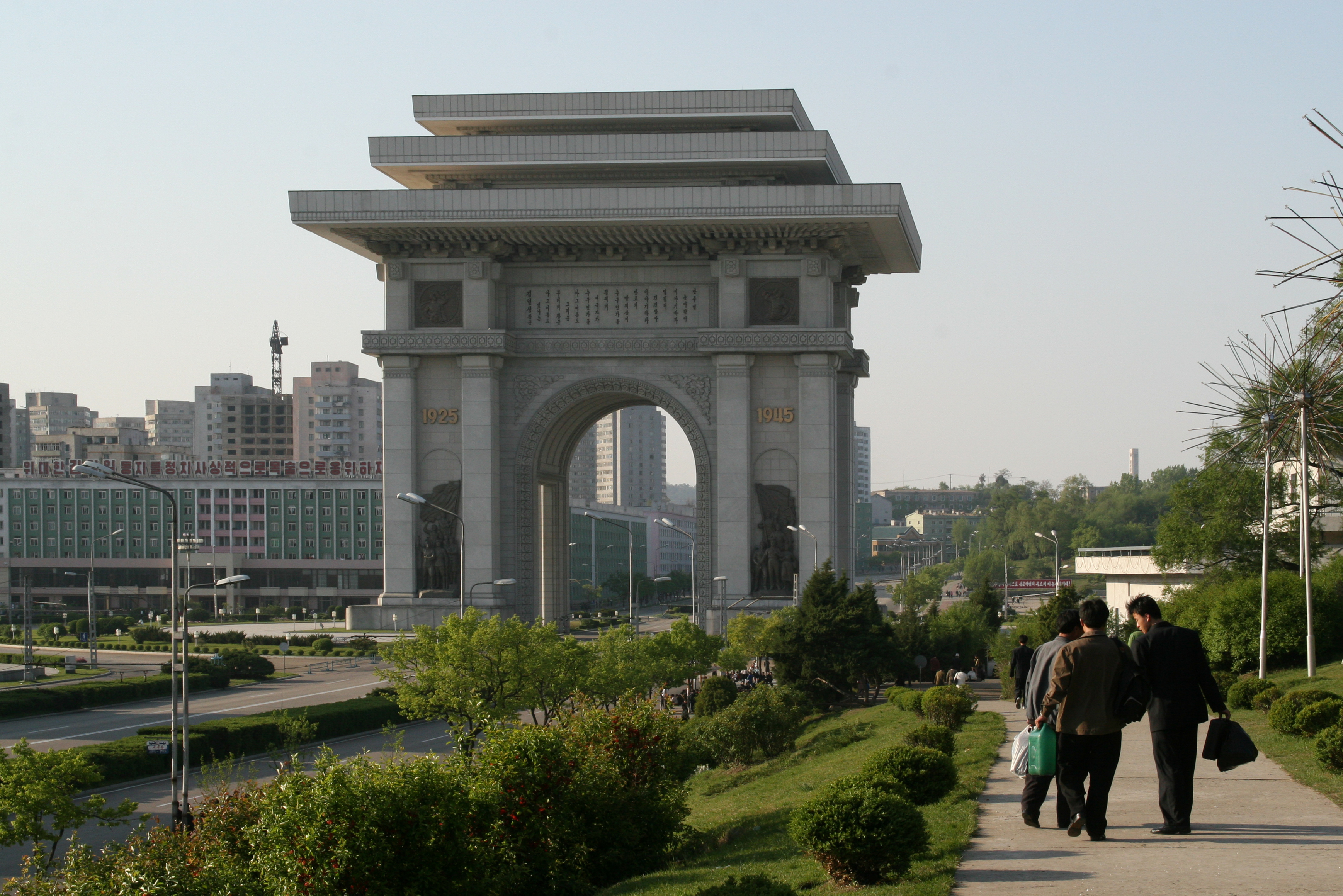
평양 개선문
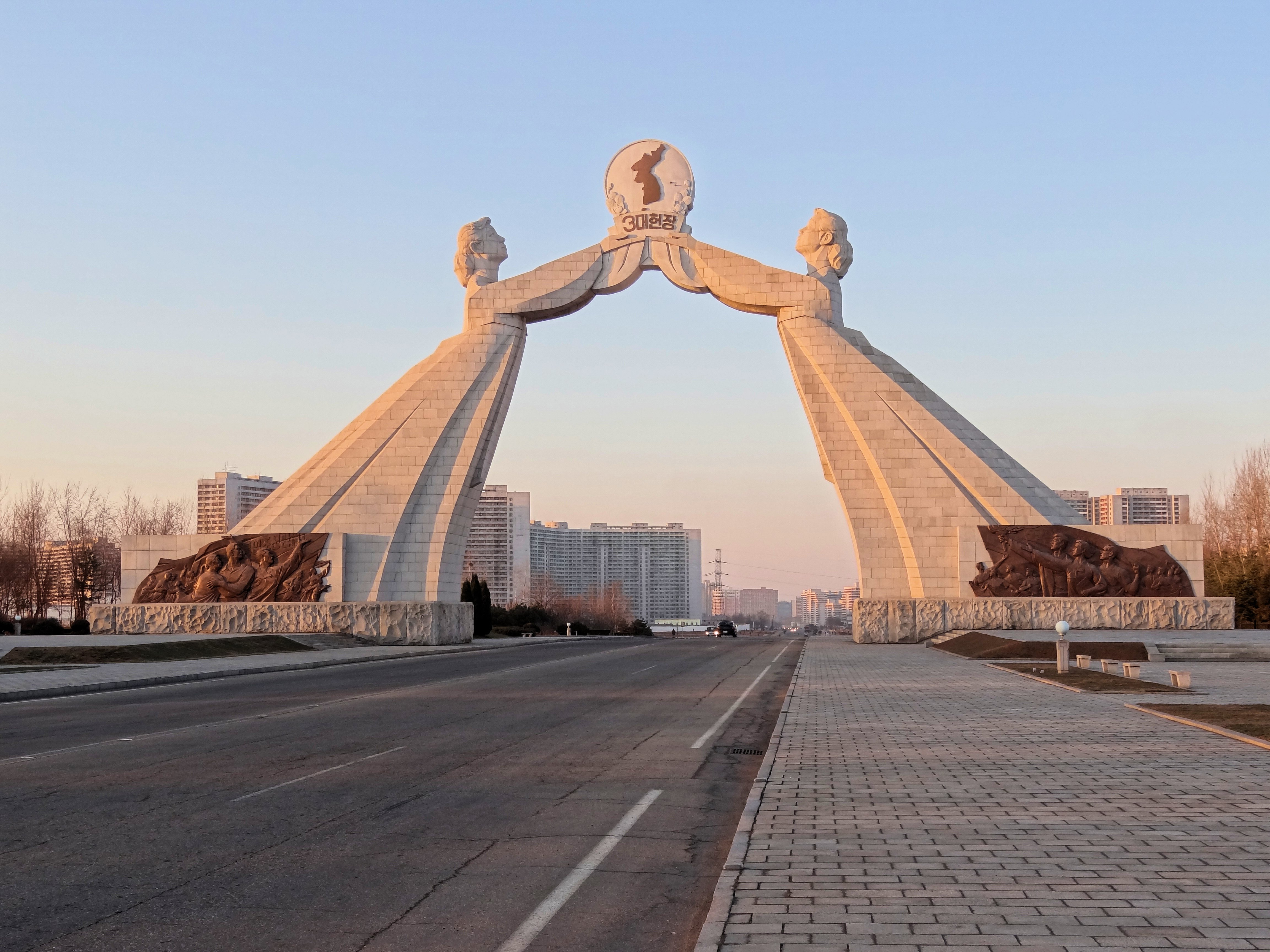
조국통일3대헌장기념탑 전경. 통일 한국을 이룰 수 있도록 간절히 바랄 것을 기리는 기념비.
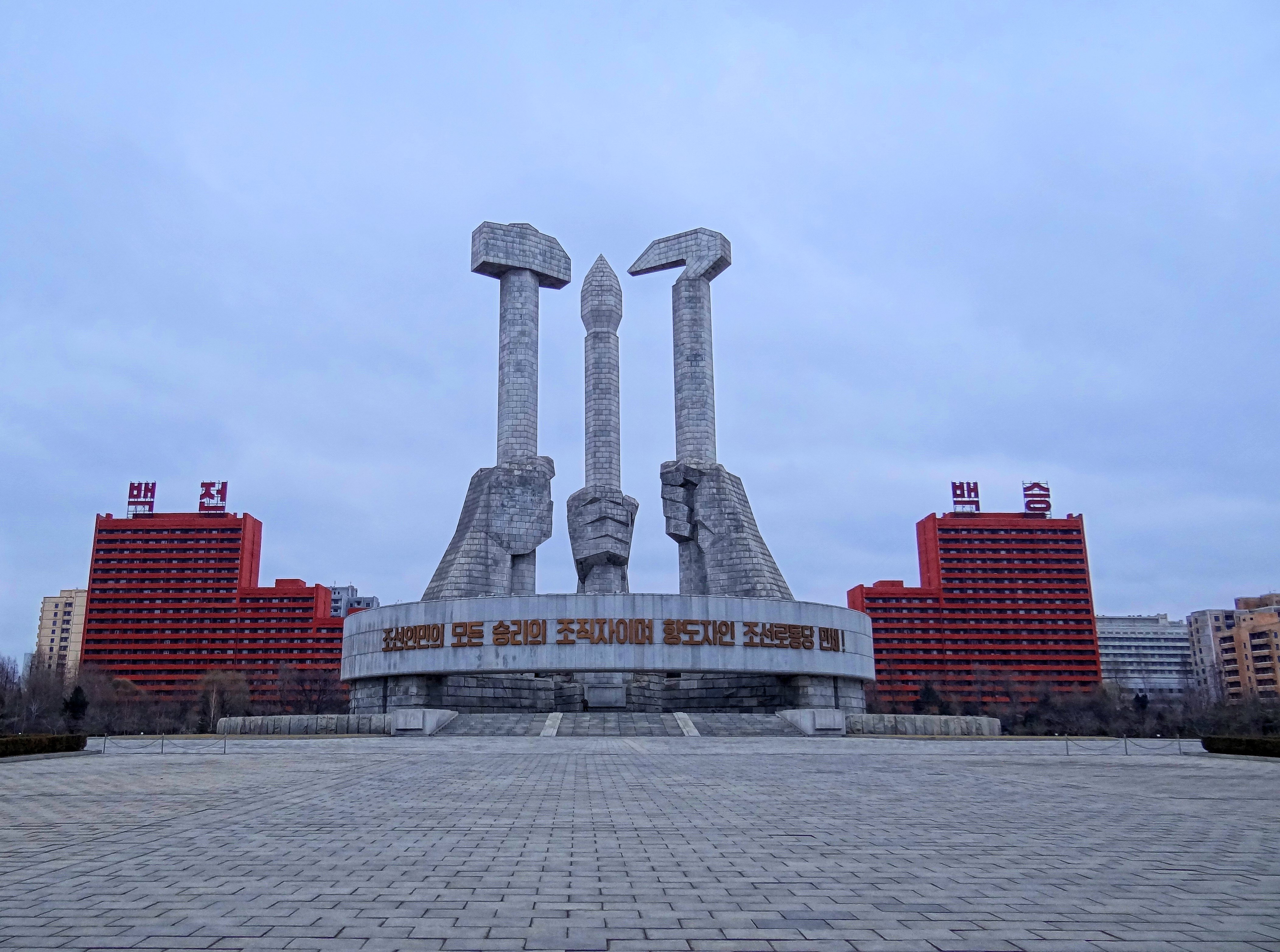
당창건기념탑
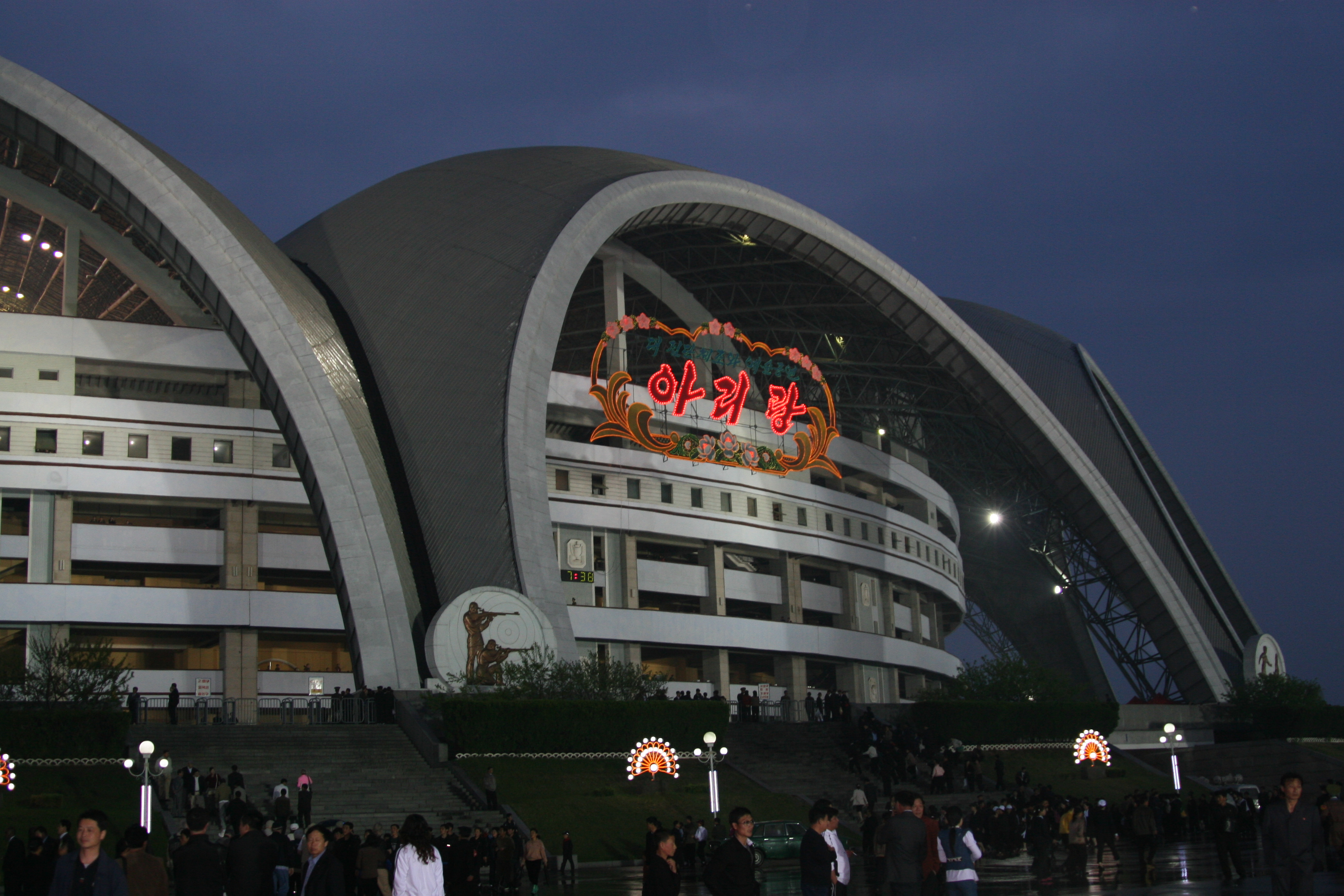
릉라도5월1일경기장 출입구. 현수막에는 아리랑이라는 글귀가 새겨져 있는 것으로 보인다.
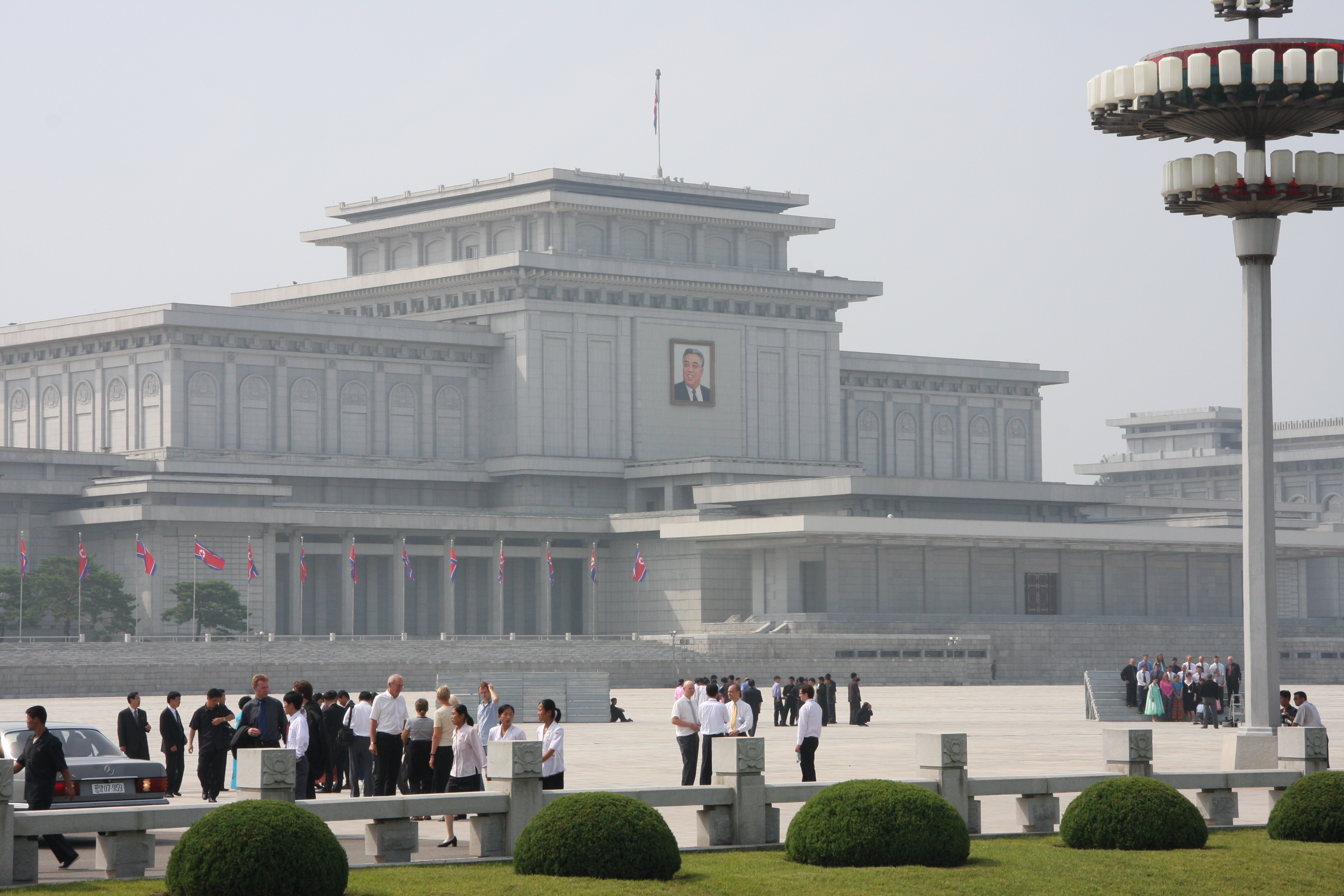
금수산태양궁전
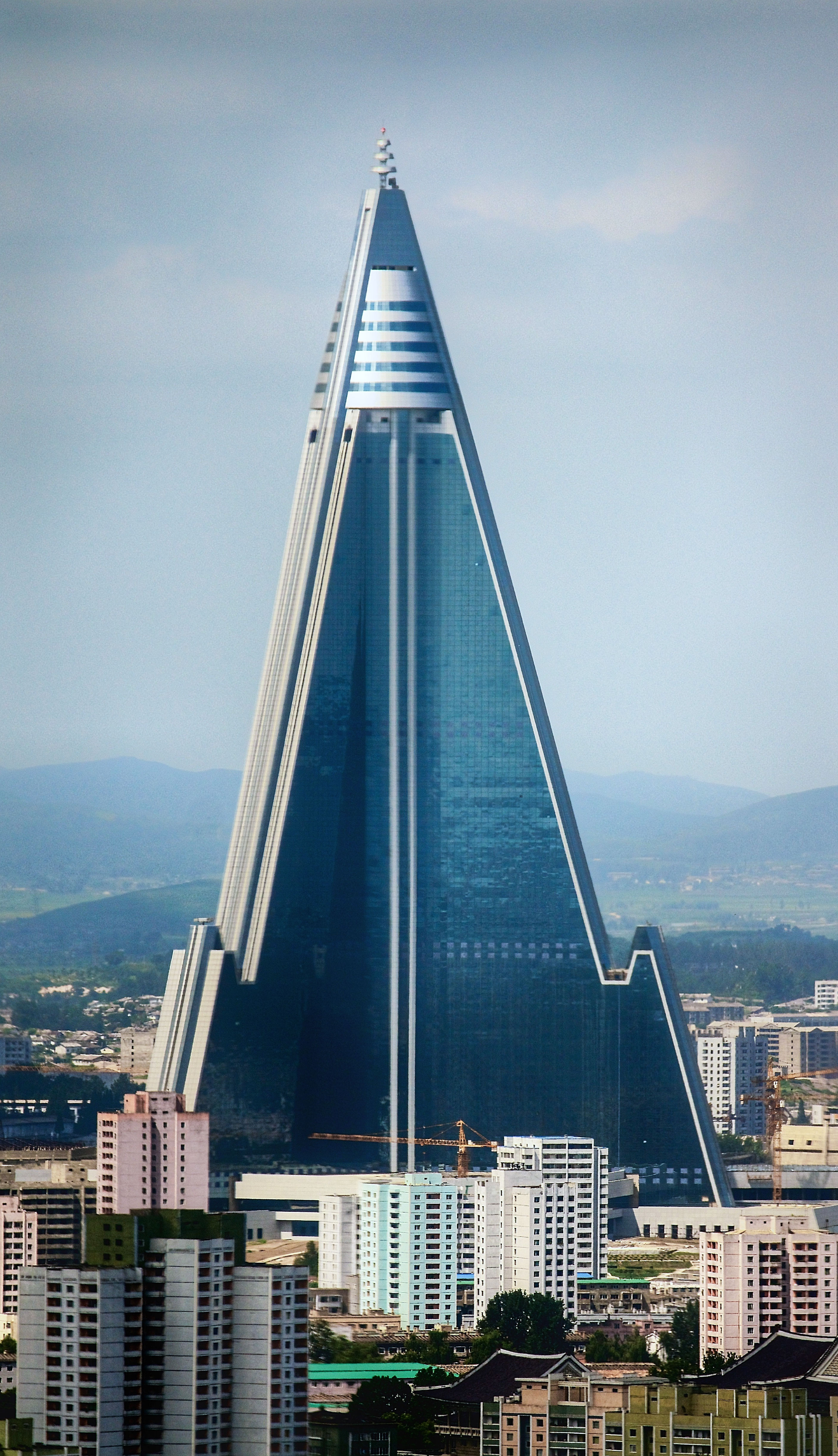
새로이 뜯어고친 류경호텔
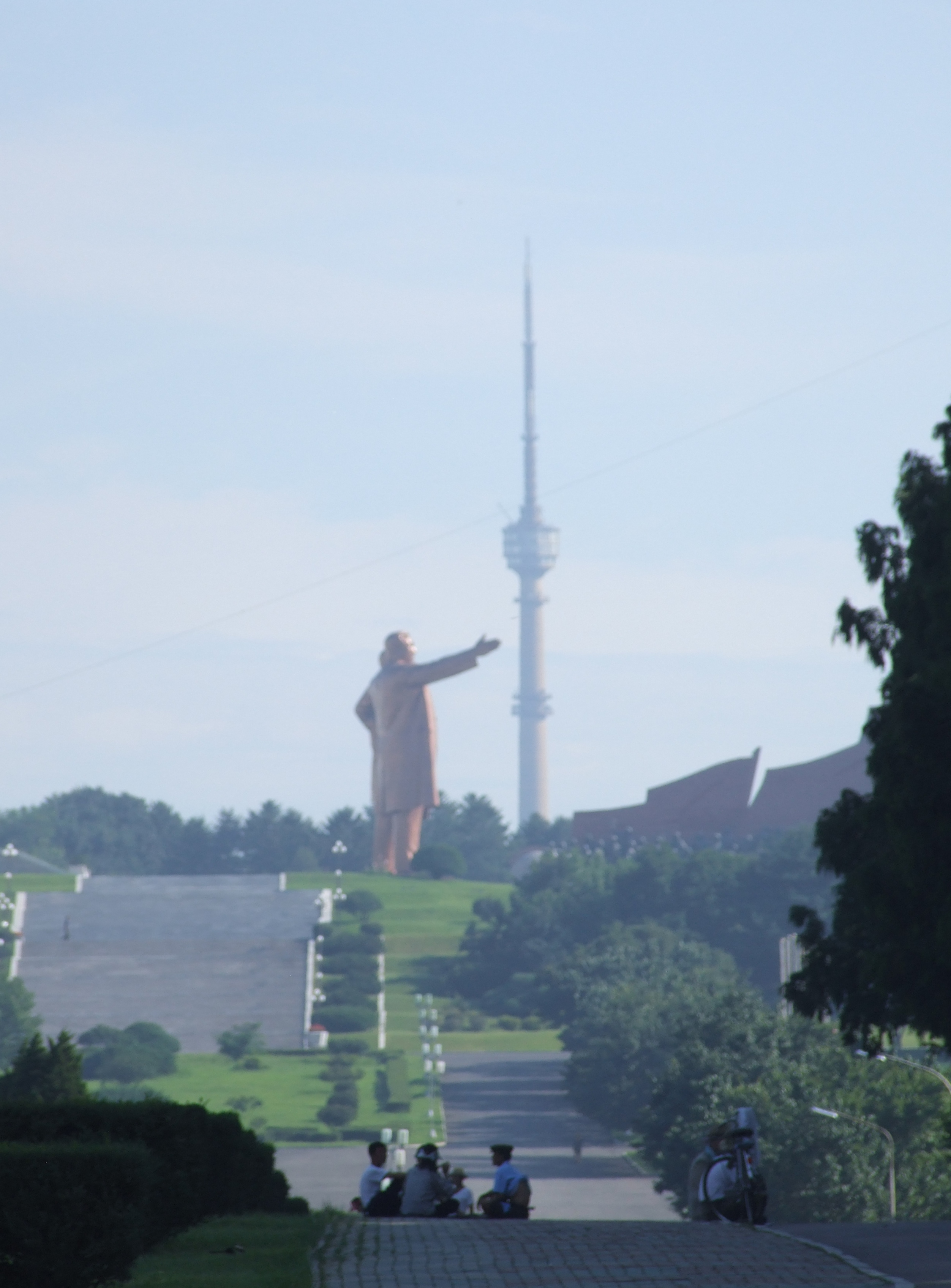
만수대대기념비
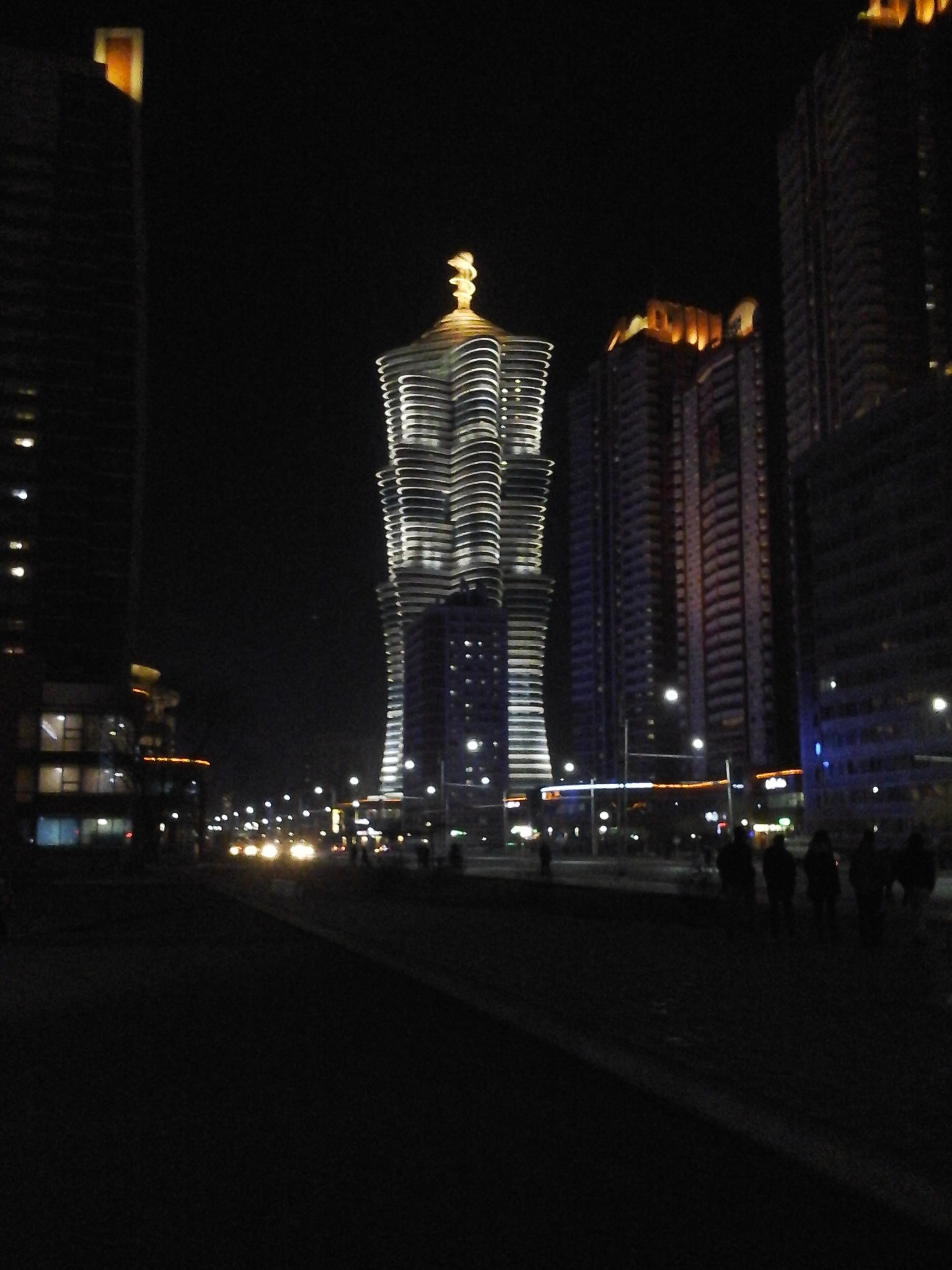
미래과학자거리
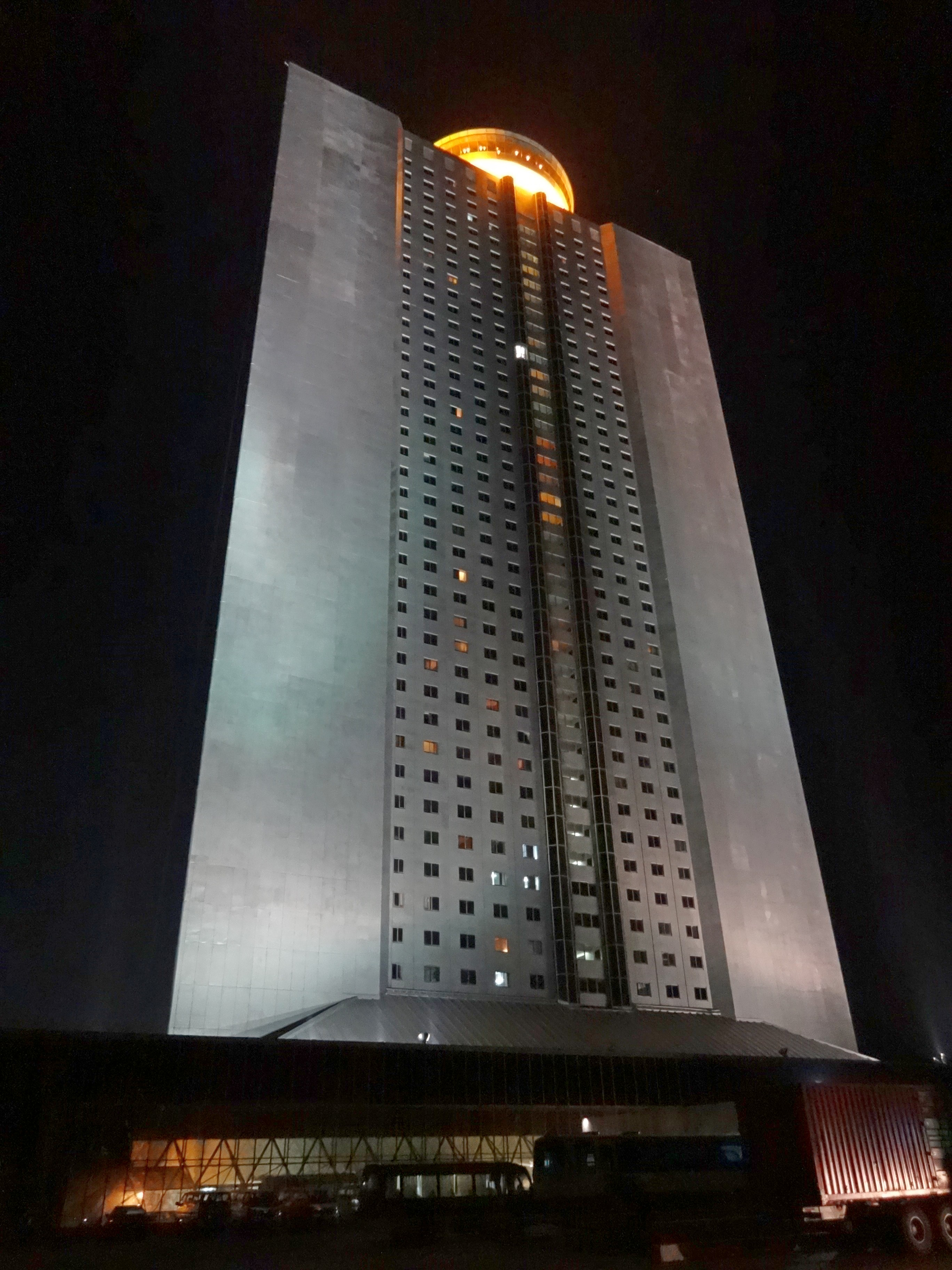
양각도국제호텔

## 자매결연도시
- 모스크바
- 자카르타
- 카트만두
- 톈진시[20]

## 참고 문헌
- Dormels, Rainer. North Korea's Cities: Industrial facilities, internal structures and typification. Jimoondang, 2014. ISBN 978-89-6297-167-5

## 같이 보기
- 평양시 (대한민국)